# 多明尼加
多米尼加共和國（西班牙語：República Dominicana）是位於加勒比海的島國，與西側的海地共處於伊斯帕尼奥拉岛，陸地面積48,670平方公里，首都與最大都市為聖多明哥，官方語言為西班牙語，貨幣為多米尼加比索。據美國中央情報局的統計，2023年人均生產總值約為10000美元，2023年人口約1133萬，現已超越古巴成為加勒比海第二大人口國，僅次於海地。現任總統是路易斯·阿比納迪爾。
多米尼加共和国原為泰诺族等阿拉瓦克人世居之地，哥倫布於1492年踏上西班牙島後，現今多米尼加的部分被西班牙統治了三百多年直到1821年為止，期間曾在1795年至1809年間短暫被法國統治，而當地主要種族為西班牙殖民者與當地原住民混血的後代。
1821年11月30日，多米尼加脫離西班牙統治，以西班牙海地的名義宣佈獨立；但只過了9星期，即1822年2月就被島上西邊脫離法國統治的海地吞併。不過兩者文明差異太大以致難以聯合，使多米尼加於1844年2月27日脫離海地統治，再度宣佈獨立，這也是現代多米尼加的國慶日。1865年，多米尼加擊退了西班牙的入侵確保其獨立性。
在西班牙文中，“多米尼加共和國”通常被简称为；英语则通常简写为。多米尼加共和国国歌中的“Quisqueyanos”在原住民泰诺人语言中意味“大地母亲”，常被用作多米尼加共和国的代称。

## 歷史

### 原住民
多米尼加原來由阿拉瓦克人（阿拉瓦克语系）的一支——泰諾人和其他加勒比人居住，他們稱自己居住的島嶼為Kiskeya或是Quisqueya，為「大地的母親」的意思（這個名字也出現在該國的國歌當中），也有原住民稱之為Haití（海地）或是Aytí，Bohio。泰依諾族當時主要以農耕、狩猎、魚獲和採集食物為主。1492年時粗計泰依諾族人口數字從10萬人到200萬人都有。當時共分為五個酋長國：Marién、Maguá、Maguana、Jaragua、Higüey。這些酋長國之下又分成小酋長國。這些酋長國以一種進貢制度為基礎，進貢的物品包括了泰諾族所耕種的食物。

### 西班牙統治（1492-1795）
哥倫布首航艦隊帶領著九十多位船員抵達西班牙島的北邊海地附近。泰依諾族人以為這些歐洲人是超自然的生物，於是竭盡所能地招待這些歐洲人。兩者的社會完全不同，歐洲人穿著的衣服數量激起了當地原住民的好奇心，因此開始稱這些歐洲人為“guamikena”——“蓋住的人”。Marién的酋長瓜卡納加里克斯（Guacanagarix）熱情地招待了哥倫布及他的隊員，提供了他們所需的物品。此後西班牙人開始以這裡當作跳板逐漸征服了加勒比海列島和美洲大陸。
哥倫布於1492年12月5日登陸於島上西北端，為現今為海地的聖尼可拉鎮附近，哥倫布宣佈整個島歸屬於西班牙，並取名為西班牙島。12月23日哥倫布的航船擱淺於今日的海地角附近，不得以他只好留置艦上其中39人於陸地，用沉船的枕木在當地建立了“聖誕節堡壘”。哥倫布隨著剩下的艦隊繼續往東北航行，探查今日多米尼加北部海岸，隨後即折返西班牙。隔年11月哥倫布帶領著十一艘航艦返回聖誕節堡，發現堡內的西班牙人因為強虜泰依諾人婦女而全部遭到當地土著杀死。哥倫布後來在聖誕節堡東邊建立了伊莎貝拉堡，以紀念當時的西班牙伊莎貝拉女王，伊莎貝拉城為美洲第一個殖民地，西班牙人以此為根據地開始往島內探索，並逐漸在北部內陸現今的聖地牙哥附近建立了其他根據地。伊莎貝拉城五年後由於當地傳染病肆虐，最後只得遷都到西班牙島南方現今的聖多明哥城。哥倫布於1506年去世，葬於現今聖多明哥城附近。
1496年哥倫布的弟弟巴爾托洛梅奧·哥倫布在島上的南邊，現今的聖多明哥建立了“新伊莎貝拉城”，新伊莎貝拉城視為歐洲人在新大陸所建立的第一個永久殖民地。16世紀中葉開始，西班牙人在島上開始大量種植農作物，西班牙島逐漸的成為歐洲人前往征服加勒比海島嶼和安第列斯群島的跳板，最後進入了美洲大陸。
西班牙人登陸西班牙島上後，逐漸開始對泰依諾族人施行奴隸統治，許多原住民因為反抗而遭到殺害，也有少許人逃往古巴，另外也有些人反抗中獲得勝利，得到些許喘息的機會。泰依諾族人本身缺乏抵擋西班牙人帶來的傳染病的免疫力，加上西班牙人施予的各種迫害虐待，泰依諾人被虐待死亡和自殺的人數不斷，據統計從哥倫布到達西班牙島上後短短30年間，泰依諾族人口從40萬人驟減不到三千人。西元1864年曾有西班牙軍人描述泰依諾族人於復國革命時曾抵抗西班牙軍隊的佔領，此後就無任何有關泰依諾族的記載，目前認定該族人已完全灭絕。泰依諾族人的壁畫遺址目前仍可在當地的國家公園內多處的洞穴中觀察到。由於島上需要大量耕種人力，西班牙人於1520年開始引進非洲奴隸進行耕種，1568年時引進到島上的非洲奴隸已多達兩萬人，19世紀初時島上的黑奴已達到50萬名。

### 法國統治（1795-1809）
西班牙島初期是西班牙人在新世界最主要殖民地，西班牙人征服了阿茲提克帝國和印加帝國後，重心開始放在美洲大陸，逐漸忽略了西班牙島。1586年英國德雷克船長曾率領艦隊攻打聖多明哥城，但被駐地西班牙部隊擊退。1605至1606年之間西班牙島西岸的城鎮常遭到海盜的掠奪，造成當地人口大多遷往內地。
法國、荷蘭和英國的海盜於17世紀初在西班牙島上的西部活動，法國開始讓農民和商人逐漸的在西班牙島上西部開拓殖民地，受到島上山脈的屏障，沒有引起在東邊的西班牙人注意。1677年時有大約四千名法國人居住在島上西部的11個村莊。1697年，法國和西班牙根據大同盟戰爭的勒斯維克條約，將島上西部地帶讓給法國，正式承認法國在西班牙島上西部海地的主權，西班牙島東部則稱為東聖多明哥。法國在西班牙島上對農業經濟不斷的發展，並引進非洲奴隸耕作，這使得海地在18世紀末時已成為農作物產量非常豐盛的法國殖民地，當時海地人口已達到50多萬人，此時每十位海地人裡黑人佔了九位，成為多數種族。東南邊的西班牙殖民地聖多明哥地區人口數為15萬人，兩地人口比例相當懸殊。
1795年，法國和西班牙在瑞士簽訂巴塞爾和約，同意把西班牙島東部的聖多明哥區域讓給法國，使西班牙島完全成為法國殖民地。1801年，海地黑人圖桑-盧韋蒂爾帶領著其他黑人奴隸群起反抗法國統治，並奪下法國才統治不久的聖多明哥，短暫統一了整個西班牙島。
1802年，法國領導者拿破崙派遣勒克萊爾指揮的軍隊回到島上制服圖桑-盧韋蒂爾並將他遣送到法國判刑，圖桑-盧韋蒂爾最後於1803年因肺炎死於法國地牢中。之後法軍試圖奪回西班牙島，但是受到追隨圖桑-盧韋蒂爾的反抗軍和當地的黃熱病侵襲下，一直無法攻佔島上西北邊的聖多明城。反抗軍最後獲得勝利並於1804年宣佈獨立，成立海地共和國，不過法國仍佔有著東邊的聖多明哥區域。法軍於1808年侵略西班牙的同時，島上東部聖多明哥地區的反抗軍受到當時與西班牙同盟的英國和海地的援助，終於擊退法國的部隊，讓聖多明哥地區重新成為西班牙的殖民地。

### 短暫的獨立與海地的侵略（1822-1844）
聖多明哥回歸西班牙統治後，當地人民逐漸產生了獨立建國的共識。1821年11月30日，前任聖多明哥總督José Núñez de Cáceres將軍領導下宣告独立，建立西班牙海地共和国，並期望合併在南美洲玻利瓦總統所領導的大哥倫比亞國之下。但是在九週後的1822年二月，海地的總統布瓦耶率軍佔領了西班牙海地，再次完成了全島統一。布瓦耶佔領了東部的西班牙海地國後，解放了當地所有的奴隸，布瓦耶命令沒收白人地主的土地，並且把全國的農地完全歸公。布瓦耶同時關閉了所有的大學，把18-25歲的多明尼加男人全部納入軍隊，並開始對多國人採取高壓政策，許多上層社會的白人離開了島上逃往古巴、波多黎各和其他地區（因白人不得擁有土地）。
布瓦耶開始在島上廣種經濟作物，進行賦稅改革政策並開放跟國外通商。這些政策雖然讓多米尼加的甘蔗和咖啡產量大為增加，但並未廣為農民所接受。布瓦耶認為解放多國是他帶給多國人的恩惠，於是對軍隊裡的多米尼加軍人時常沒有發給任何薪餉，許多軍人便開始到處搶奪當地居民。這種惡性循環最後造成了經濟停滯，財政賦稅越來越重，導致各地多國人民甚至是當初被解放的奴隸開始結合串聯反抗布瓦耶的統治，於1843年推翻了布瓦耶政權。

### 獨立（1844）
出生於首都聖多明哥城，25歲的胡安·巴勃羅·杜瓦特為了爭取家鄉聖多明哥的獨立，於1838年秘密成立了La Trinitaria（三位一體會，三位一體即是多明尼加共和國現在的國家格言“上帝”、“故鄉”、“自由”）。馬蒂亞斯·雷蒙·梅亞和弗朗西斯科·罗萨里奥·桑切斯在三位一體會的草創時期並沒有加入，但是他們後來在爭取多米尼加共和國獨立的過程中扮演了重要的角色。上述這三位後來皆被稱為多米尼加共和國開國的國父。1844年2月27日，多米尼加共和國人民對海地展開了獨立戰爭並同時宣告多米尼加共和國獨立。多米尼加共和國的草創的憲法仿效於美國憲章，於1844年11月6日完成宣佈。多米尼加共和國在獨立成功後的數十年間，國內的經政起起伏伏，對外從1844年到1856年間不斷的遭到鄰國海地的侵襲，這段期間可以說是內憂外患不斷。同時期佩卓·桑坦納（為抗戰創國初期的軍隊統帥，後來成為首任、第四屆、第八屆總統）、拜亞茲（Buenaventura Báez，曾參與獨立戰爭，曾五次當選多國總統）兩人在掌握政權時各都剛愎自用而互不相讓，桑坦納堅信多米尼加必須依附在西班牙帝國的保護傘之下才能免於海地的侵略，拜亞茲在期望法國來保衛多米尼加的計畫不成後，轉向希望多米尼加能併入美國，最後也功敗垂成。

### 復國戰爭（1863-1865）
桑坦納在當選總統後，逐漸展現出自己獨裁的一面，他馬上把和自己理念不和的杜瓦特全家人趕出多國，同時將其他反對自己的人士拘留或是驅逐出境。桑坦納總統擔心西邊海地侵略的威脅，在1861年和西班牙皇室簽署協定，讓多米尼加併為西班牙的屬國。但是反對者的聲浪一直不斷，並於1863年掀起了復國戰爭，其中以羅里蓋茲（Santiago Rodríguez）、孟席歐（Benito Monción）和盧伯龍將軍（Gregorio Luperón）為領導人物。當時位處西邊的海地政權擔心西班牙返回多米尼加後將會威脅到海地，於是積極的支援反抗軍。正處於南北戰爭狀態的美國也強烈抗議西班牙重返多米尼加進行殖民政策。復國戰爭持續不到三年，西班牙軍隊於1865年完全從島上撤離。
戰爭結束後，群雄在各方稱王，各地大小戰爭不斷，使得多米尼加的舉債日多。1869年當時的多國總統拜亞茲（Báez）徵求美國葛蘭特總統的同意，期望能讓多米尼加併入美國聯邦，並讓美國償還多國當時150萬美元的外債。葛蘭特總統認為此舉可以讓在南方已解除奴隸制度的黑人能有一個自由居住地，不再受南方白人的威脅，但是最後仍遭到美國參議院投票反對，功敗垂成。
拜亞茲政權於1874年被推翻，但在兩年後又被選為總統，最後於1878年下台。尤里西斯·赫雷兹將軍於1882年掌握政權後，讓多米尼加多年來不安的政局也逐漸的穩定下來。赫雷兹總統在位期間政局穩定，使得多國經濟得到喘息的機會，蔗糖產業技術不斷的改良，造成許多歐洲和美洲移民進入多國尋找工作。但是赫雷兹私底下卻將國家經費用於私慾，並且建立起自己的御用警衛隊，這使得國家的外債逐漸增高。這些引起了人民對他行為的不滿，在使用高壓政策無效後，赫雷兹於1899年遭到謀殺。多米尼加1902年後又回復了群雄割據的時代，各地草莽獨霸一方，使得當時多國的國庫已完全掏空。使得法國和歐洲等債權國開始對多米尼加虎視眈眈。

### 美國的干預和佔領（1904-1924）

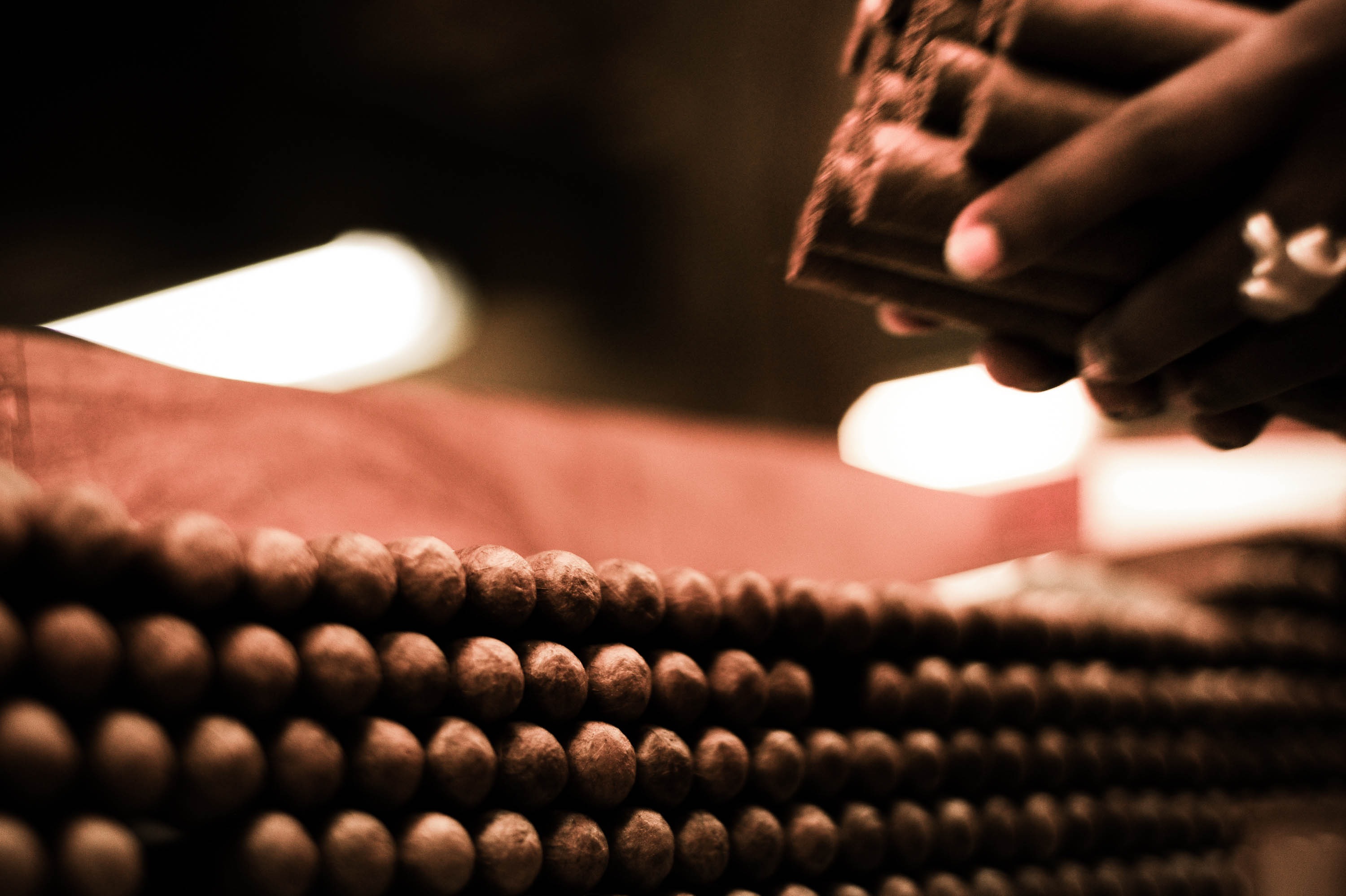
多明尼加雪茄工廠

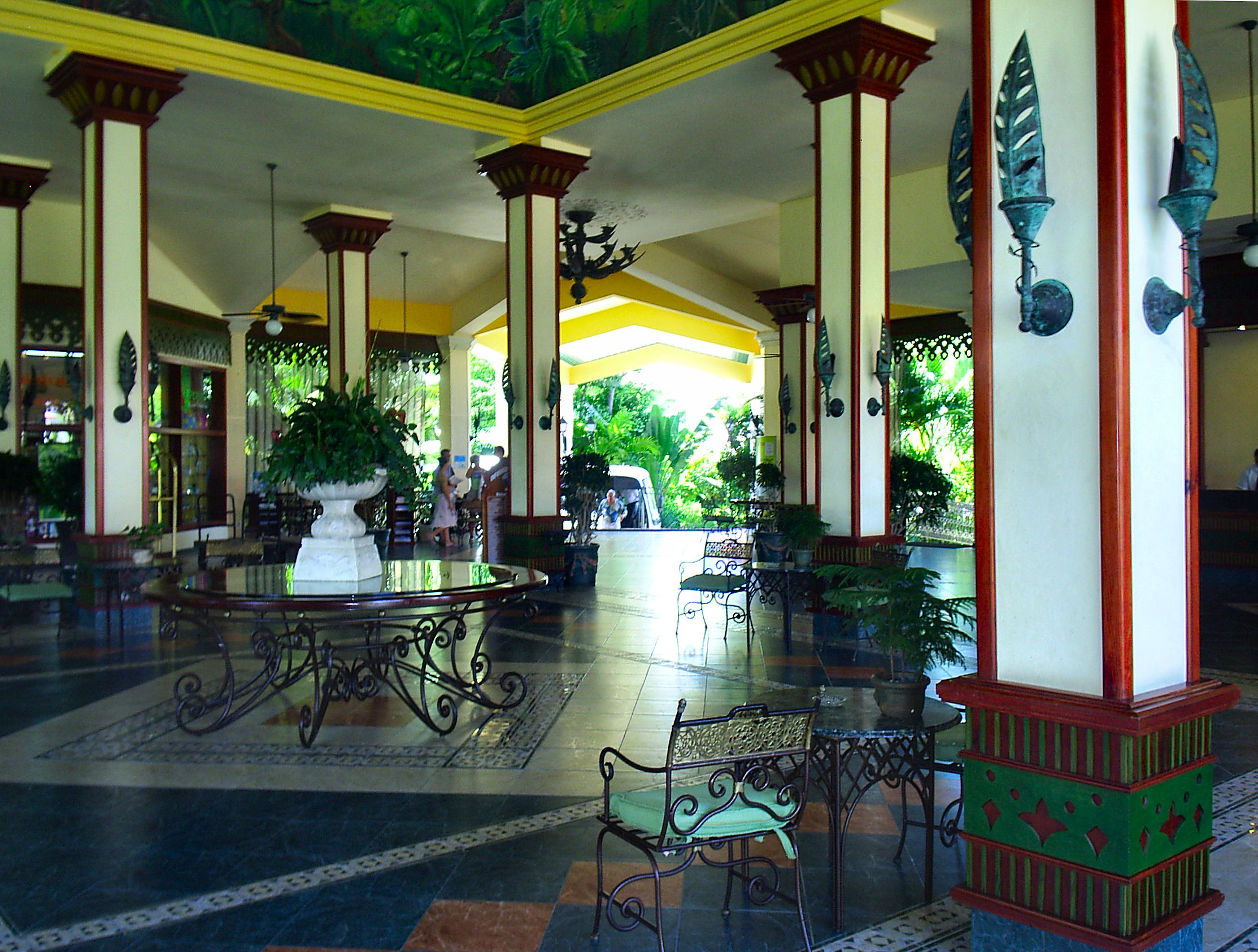
傑堡飯店

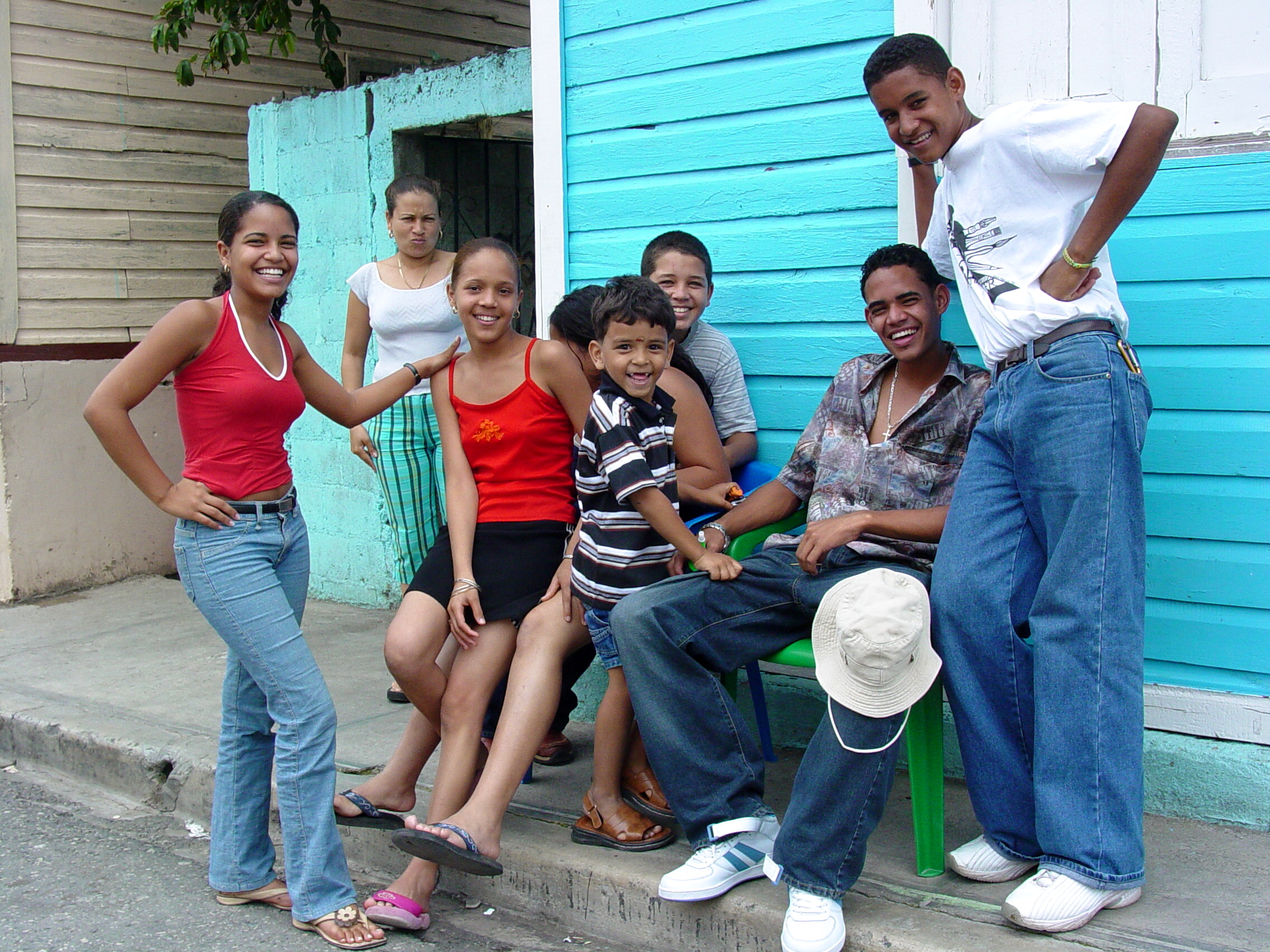
多明尼加街頭

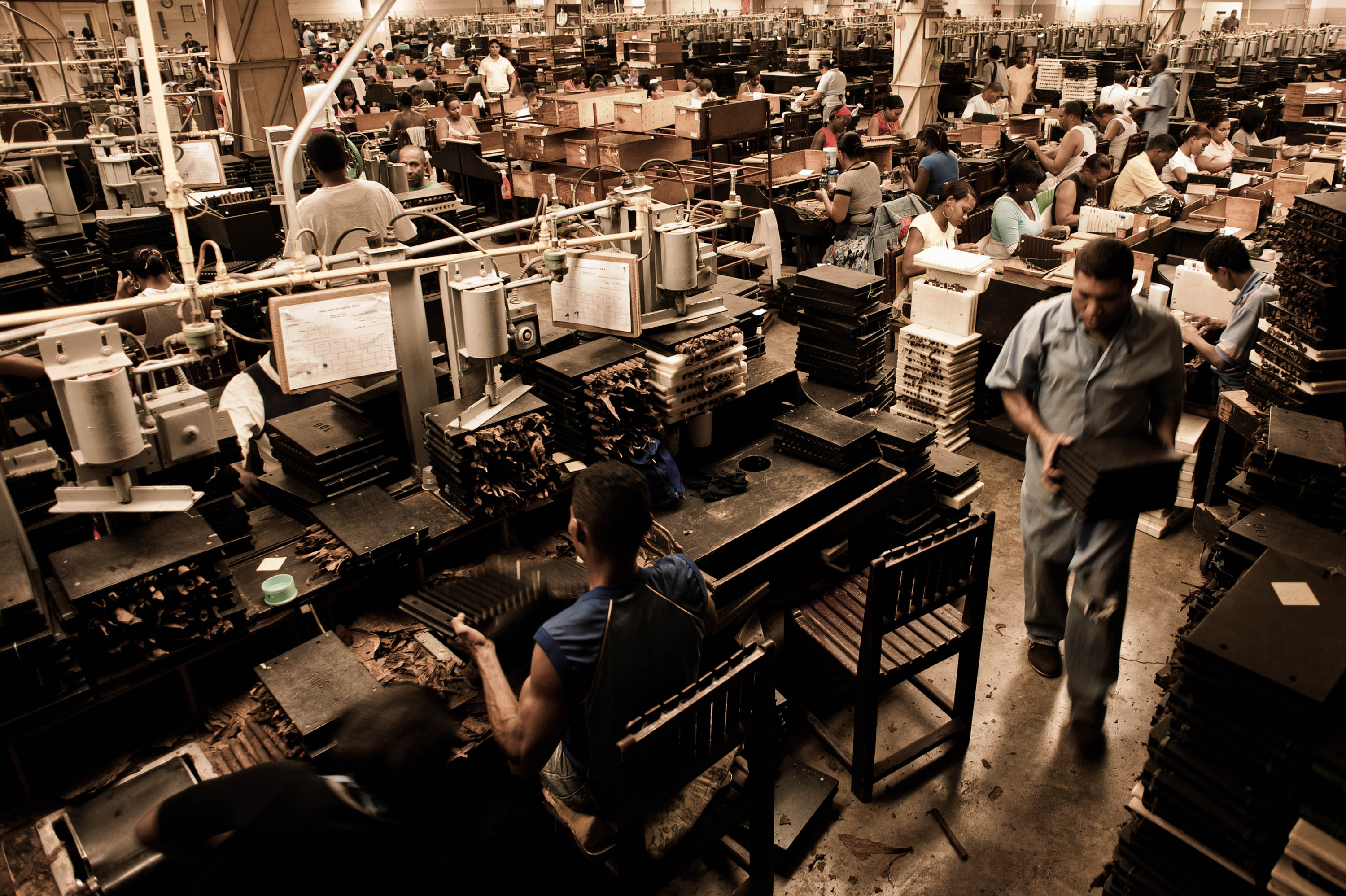
聖多明哥手工製造業

美國的西奥多·羅斯福總統為了預防歐洲干擾美洲事務，加上為了保護當時正在建設中的巴拿馬運河，羅斯福總統當時以門羅主義而反對歐洲持續對拉丁美洲殖民主張，於1904年提出自己的羅斯福推論，確定美國有權力介入拉丁美洲事務。美國於1905年和多米尼加協定由美國來管理多米尼加海關外務，並且於隔年和多國簽訂維持此義務50年的契約，其中同意美國有義務將部分海關稅收用以償還多米尼加日漸增多的外債。
當時的多米尼加總統拉蒙·卡塞雷斯在執政六年之後，於1911年遭到暗殺，結果造成往後多年多米尼加政治上的不穩定並引發內戰。美國政府多次斡旋無效後，最後由美國威爾遜總統協助多米尼加於1914年舉行總統選舉並選出曾經擔任（1899-1902）過多國總統的胡安·希門尼斯回任。希門尼斯總統為了獲得當時政治上相關人員的支持，選定當時的反對政黨作為內閣閣員。後來的計畫並不順利，又有國防大臣Desiderio Arias在後操弄政治，結果導致希門尼斯總統自己於1916年5月辭職。
此消息造成美國威爾遜總統大為不滿，另外為防止當時德國勢力趁此機會滲透到加勒比海地區，決定於1916年5月派遣美國海軍陸戰隊前往多米尼加，於兩個月後完全佔領多國。當時美國海軍少將Knapp領導的軍事政府嚴格控管當時多米尼加人民的自由，造成了當地中上階層人士非常的不滿，另在多國東部地區的農民組成反抗軍持續不斷和美軍抗戰。雖然抵抗的意識普遍存在於民間，但是軍事政府也平息了多米尼加多年來不穩定的政治狀態，多國的經濟開始成長和外債也逐漸減少，軍事政府在各地廣建現代化的道路連結各城鎮，並成立了多米尼加初期的國民軍，美軍在多米尼加的建設和政策也造成了楚希略於1920年代在軍中的崛起，並讓楚希略掌政多米尼加達30年之久。美國哈丁總統執政時期改變了美國的拉丁美洲政策，於1922年10月撤除軍事政府並於1924年三月舉行總統選舉。親美派的霍拉西奧·巴斯克斯（1902-1903擔任過總統）最後勝出，並於當年七月登位，同年九月美軍完全撤出多米尼加。霍拉西奧·巴斯克斯總統在位六年期間讓多米尼加呈現了少有的和平狀態，讓全國的政治、人權和經濟方面一片向榮。

### 特鲁希略時代（1930-1961）
霍拉西奧·巴斯克斯總統於1930年2月欲競選連任時期，由於受到反對者的激烈抗爭，私底下和當時國家陸軍（前身為國民軍）統帥秘密協商後，巴斯克斯總統自動辭職而讓給當時自稱立場中立的拉斐爾·特鲁希略將軍競選，由於其他競選人受到暴力威脅，在沒有競爭者的情況下，特鲁希略於同年5月當選為多米尼加總統。多米尼加在特鲁希略獨裁時期雖然經濟仍持續發展，但是財富大都被特鲁西略和同夥收刮。然而這段時期多米尼加在醫療，教育，交通港口建設各方面卻也有大幅度的發展。特鲁希略在各地廣建國民住宅，亦創建國民退休年金政策，1935年和海地達成邊境界線劃分協定，1941年終結了和美國自1906年訂定的海關契約，并在1947年讓多米尼加的外債清償完畢，讓多國人民至今仍津津樂道。
但在另一方面，特鲁希略利用謀殺、凌虐、恐嚇等各種極端的方式來抑制反對政府的聲音。為了展現他自大狂妄的一面，特鲁希略授予自己大元帥，把首都聖多明哥改名為特鲁希略城，他把加勒比海最高山杜瓦特峰改為特鲁希略峰，並將國內許多大小城鎮的名稱以自己和親人的名字命名。
盡管特鲁希略本身有四分之一的海地血統，但他為了驅除居住在多米尼加國內的海地人，曾於1937年下令部隊殺滅在多米尼加境內居住的海地人，史稱香菜大屠殺。特鲁希略為了遮掩此舉為部隊施行的軍事行動，命令所有軍人全部使用開山刀而不用步槍。從1937年10月2日晚上到10月8日整整六天之間，多國部隊在多米尼加靠近海地的邊界處，只要看到膚色較深的人便全部攔下，並顯示荷蘭芹要對方用西班牙文發音，由於使用法語的海地人無法用西班牙语正確的講出荷蘭芹名稱（多國人稱之為perejil，海地人稱之為pèsi），只要是被辨認出海地人全部當場遭到謀殺，據估計當遭到謀殺的海地人約有一萬七千人到三萬五千人不等。數年後，多米尼加同意為此事件而賠償75萬美元給海地共和國，但最後實際賠償的金額為52.5萬美元。原先計畫每位受難家屬的賠償金額為30美元，亦因海地政府貪污嚴重，受難家屬拿到的實際金額僅有0.02美元。
特鲁希略上臺執政後，雖然鎮壓人民殘忍的手段不斷，但是其政府卻一直受到羅馬教廷和多數多米尼加上流社會的支持，美國政府深知特鲁希略獨裁政權極端殘忍的行為，但是由於冷戰時期和古巴革命的成功，美國需要得到特鲁希略的支持，美國對特鲁希略的執政並未多作干涉。但特鲁希略於1960年欲派人謀殺當時委內瑞拉總統羅慕洛·貝坦科爾特後，美國政府和特鲁希略政權開始決裂，特鲁希略本人亦於1961年5月30日在美國中央情報局的策劃下於首都聖多明哥被謀殺身亡。

### 後特鲁希略時代（1963-1978）
多米尼加左派政治人物胡安·博什於1963年2月經過民主選舉後當選為總統，但同年9月卻被推翻。往後一年七個月之間，多米尼加皆由軍政統治。1965年4月擁護胡安·博什的人士在首都聖多明哥爆發抗爭活動，當時美國的詹森總統擔心古巴的菲德尔·卡斯特罗政权會介入多米尼加政權使多國成為第二個古巴式的共產國家。詹森總統派遣4萬2千名海軍陸戰隊隊到多米尼加以穩定多國的政治，美洲國家組織在美國的壓力下隨後亦派遣了部隊進駐多米尼加。駐多米尼加的外國部隊一直停留到1966年在華金·巴拉格爾當選總統後才完全撤退，然而美國政府在多米尼加的影響力日漸加深。此前，巴拉格爾曾是受到獨裁者特鲁希略掌控的傀儡總統。
巴拉格爾總統在位的12年之間，藉口避免卡斯特罗政黨滲透至全國，對多國人民採取高壓政策，限制人民的人身自由。他在當時所施行的經濟政策失當，造成了社會上貧富不均的差距拉大。巴拉格爾總統在位期間也完成了多項民生和文化建設，例如多處的國民住宅、引水道、城鎮道路、體育館、博物館、美術館和首都郊外有名的哥倫布燈塔皆為巴拉格爾總統在位期間建設完成。

### 1978年後
1978年，反對黨候選人古斯曼·費南德斯（多米尼加革命党）擊敗巴拉格爾而連任成功，成為繼任總統。同一政黨的布蘭可在1982年競選總統成功。在多米尼加革命黨的執政時期八年間，多國的政治逐漸穩定，政府對人民的限制也足逐漸放寬。巴拉格爾於1986年再次重新競選總統成功，並於1990、1994連續擔任三屆總統。由於巴拉格爾在1994年的總統選舉過程中廣受批評，最後受制於國際間的壓力和國內軍政方面異論下，同意於1996年重新舉行總統選舉。
在1996年總統選舉中，曾在紐約長大、42歲的執業律師萊昂內爾·費南德斯（多米尼加自由黨）大勝對手古斯曼·費南德斯（多米尼加革命黨PRD），費南德斯政府執政後第一個月，便強迫12位軍事將領退休，隨後要求國防大臣進行軍政改革，不久後又撤換了國防大臣，這種種一切，在當時造成民心惶惶，向來有軍事叛變慣例的多米尼加這次反而毫無動靜。費南德斯總統在其第一次任內，針對多米尼加的經濟膨脹、教育發展、失業率問題和環境衛生方面都獲得了改善。
在2000年總統選舉中，伊波利托·梅希亞（多米尼加革命黨）、國會議員馬丁納（多米尼加自由黨）和又重回來競選的巴拉格爾成三人角逐的狀態。最後由種植菸草起家的梅希亞（有人稱其為農夫總統）競選成功。梅希亞總統上任後開始削減政府預算並將民間汽油價格提高百分之三十，期望以這多餘的經費可以用到國家的福利政策上。但是2001年美國911事件毫無預警的讓多國出口貿易和觀光事業大幅萎縮，加上2002年多國第二大銀行發生38億美元呆帳倒閉，梅希亞總統並沒採取任何挽救措施，種種因素使得民生經濟進入衰退期，多國貝索曾貶值到一美元兌換52貝索，這使得當初投票給梅希亞總統的選民變的鴉雀無言。後來讓費南德斯在2004年總統選舉中輕易擊敗對手，原本是最晚成立的多米尼加自由黨從此變成多國政壇上的最大黨派。2008年費南德斯再度連任總統。

## 地理

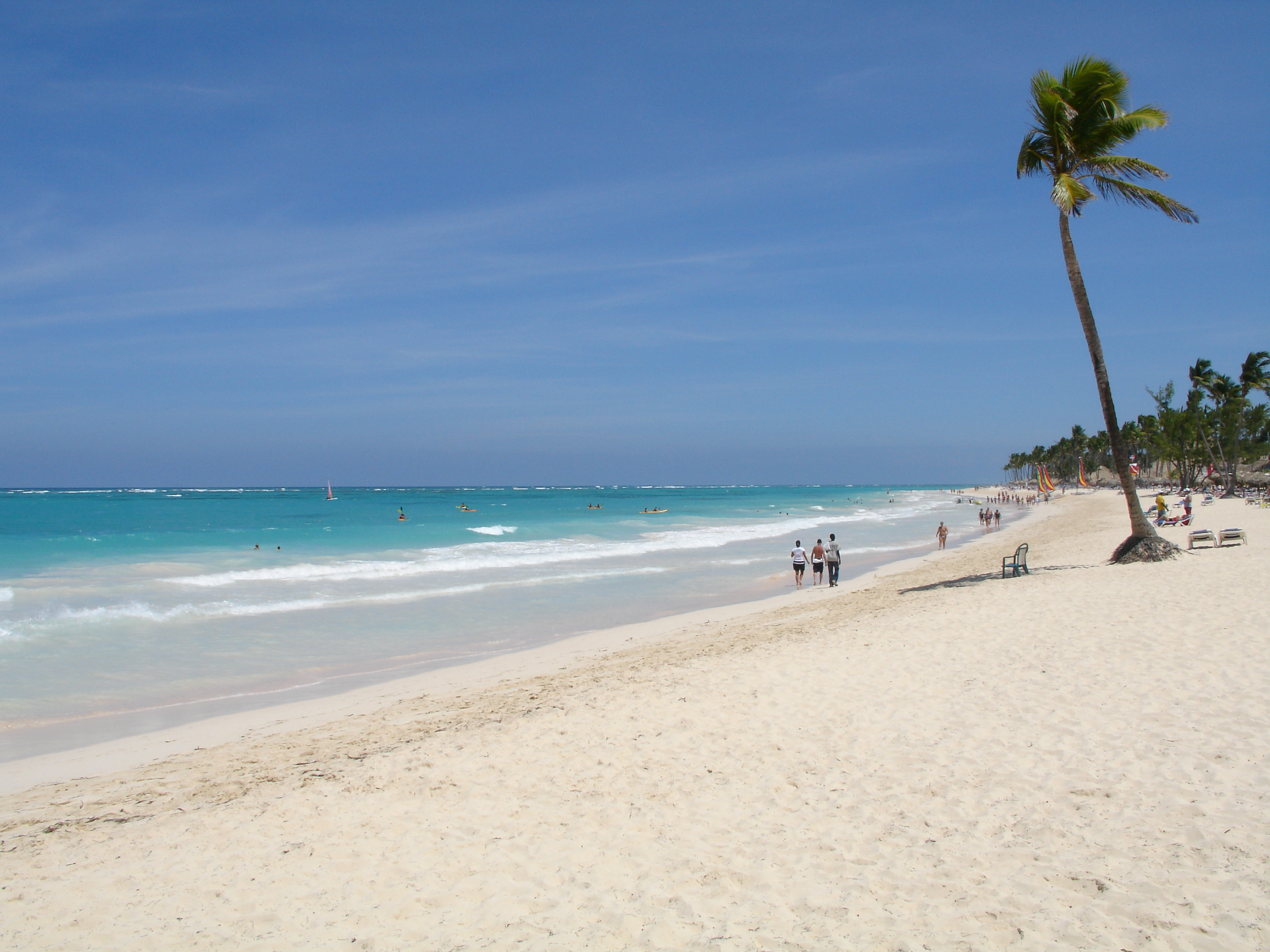
多米尼加海岸風光

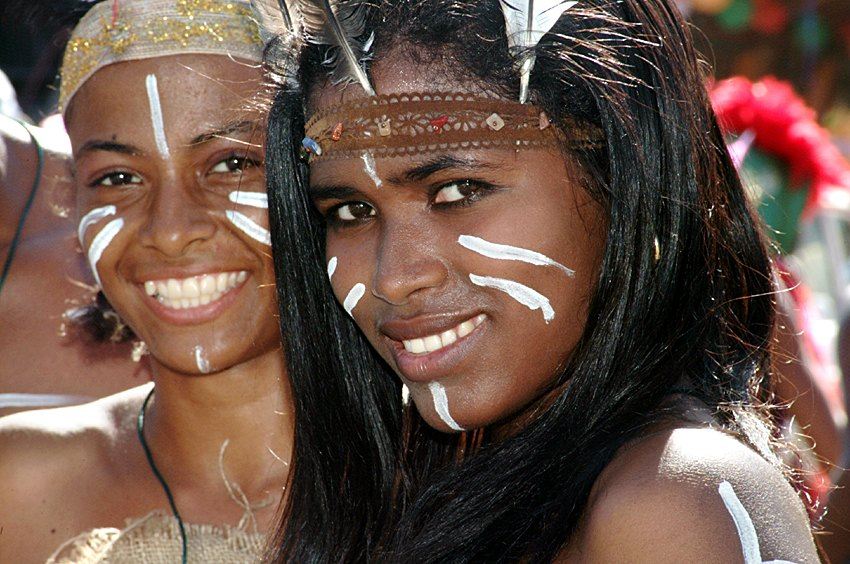
嘉年華會上化著傳統泰依諾族裝扮的女孩

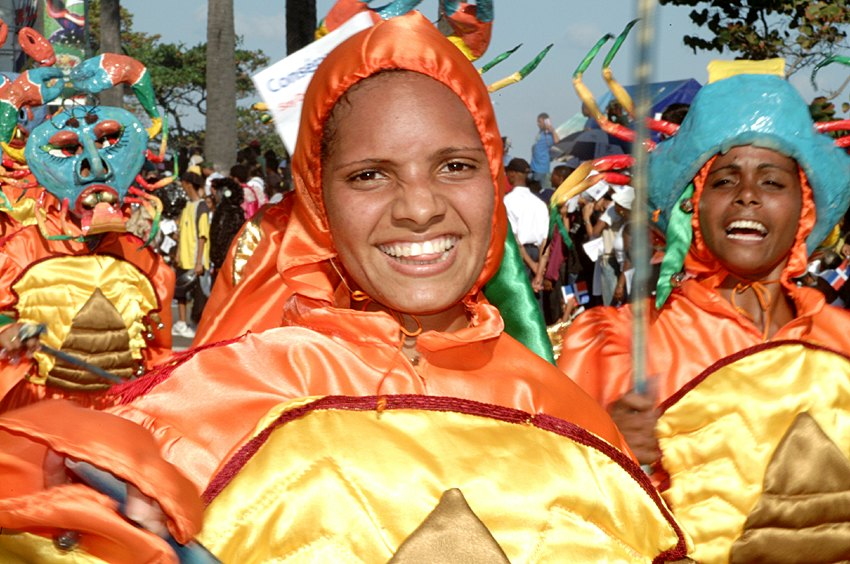
多米尼加嘉年華會

多明尼加位於加勒比海上的西班牙島，佔據島上四分之三大，面積大約為台灣的1.33倍。全國東西向大約為390公里，南北向大約為265公里。多米尼加西邊和海地為鄰，南北邊境長為360公里，東邊和波多黎各隔著夢那海峽，北邊為大西洋，南邊則是暖和的加勒比海。多米尼加的土地面積在加勒比海國家之中僅次於古巴。2022年多米尼加在人口上已經超越古巴，成為加勒比海第一大人口國。西班牙島為一島兩國的地理狀況，加勒比海上另外只有東南方的聖馬丁島（法/荷屬地）和此相似。
多明尼加的主要國際機場有首都郊區的美洲國際機場（SDQ）、聖地亚哥郊區的锡沃國際機場（STI）、銀港的盧伯龍國際機場（POP）、東部海岸度假勝地蓬塔卡纳國際機場（PUJ）和東南部的羅馬納國際機場（LRM）。從紐約到多國的飛行航程大約為三個小時半，從歐洲飛往多米尼加約為七個半小時航程。

### 主要城市
- 圣多明各，又稱為多京，為多米尼加共和國首都，位於南端靠海處，人口91萬3千人。聖多明哥城位於國家特區內，為多國主要的商業，政治和文化中心，市區東邊的古城區為主要觀光地帶。
- 聖地牙哥（Santiago de los Caballeros），在北邊內地的锡沃谷地（Cibao），為多米尼加第二大城。北亞克河（Yaque del Norte）流經市中心旁，市區內的復國戰爭紀念塔（El Monumento）為市民晚間休閒聯誼的去處。锡沃谷地是多米尼加的糧食生產重地，主要種植稻米、菸草、蔗糖、可可、咖啡等農作物。每年二月在聖地牙哥南邊的拉維加是多國最有名的嘉年華會慶祝地點。聖地牙哥為美洲新大陸第一個以此命名的城市。
- 普拉塔港（Puerto Plata），因哥倫布在港口看到海水反射日光呈現一片类似銀幣的景象而命名，目前為多國北部第一大商港。銀港在90年代曾是多國主要的海邊五星級度假勝地，由於目前海灣污染嚴重，主要觀光旅館以移至東邊的Playa Dorado和Cabarate。
- 拉羅馬納，位於聖多明哥東邊131公里處，為首都前往可可海岸度假勝地必經之處。羅馬納郊外為多國的主要甘蔗產地，附近的甘蔗收割後經由小火車運往羅馬納的蔗糖工廠加工後，再運往聖彼德的港口。羅馬納附近的紹納島和Casa de Campo石頭藝術村度假中心為主要觀光地點。
- 聖佩德羅-德馬科里斯（San Pedro de Marcoris），有美國職棒選手之村的美名，每年都有從這裡發跡而到美國打職棒的選手。聖彼德位於首都東邊65公里處，由於地緣靠近首都，聖彼德曾是生產蔗糖和出口的繁華城市，但是在獨裁者楚希略特意忽略之下，聖彼得並未跟從其他城市一樣有明顯的經濟成長。
- 萨马纳（Samana），位於多國東北角萨马纳灣的漁村小鎮，1980年代發現此地為北大西洋座頭鯨迴遊地區，讓萨马纳逐漸發展成為賞鯨觀光區，每年一到三月中約有三千頭座頭鯨從北大西洋遷移至此，讓世界各地三萬名旅客到此賞鯨。萨马纳灣亦為古代西班牙商船沉船之地，許多國外打撈業者和研究人員在此地尋找沉船寶藏，目前該地仍有多艘沉船待為打撈。
- 巴瓦罗（Bavaro）和蓬塔卡納位於多米尼加東部，原皆為可可海岸邊的小鎮，由於白色的沙灘及椰子樹延綿不絕，現已經成為國際五星級度假中心林立的觀光勝地。
- 蒙特克里斯蒂（Monte Cristi），位於多國西北邊，大約11萬人口，是連接首都杜瓦特高速公路的終點站，基度山城西邊的達哈朋鎮和海地相鄰，從這裡通過海地海關後，可以搭車直接前往海地首都太子港。達哈朋每週一和週五開放海地人從邊境到鎮上買賣物品，形成一特有的市集。

### 島嶼和沙洲
多米尼加外海有數個小島和沙洲，其中最大的兩個小島為東南邊外海的度假勝地紹納島和西南邊的貝阿塔島。北邊距離100公里和200公里外海處有三處範圍頗大的沙洲，主要是由北邊巴哈馬群島延伸而來，分別稱為聖誕節沙洲，銀色沙洲和Mouchoir沙洲。前兩者為多米尼加主權所有。

### 山脈和平原
多米尼加國內有四大主要山脈。Cordillera Septentrional（北部山脈）是從西北邊海地邊界的基度山城往西，成平行線的方式延伸到東北部的萨马纳半島.Cordillera Central（中央山脈）從多國西邊的海地延伸到西班牙島的中部，偏向南邊後逐漸平緩，中央山脈中的杜瓦尔特山頂（3,098公尺）、La Pelona（3,094公尺）、La Rucilla（3,049公尺）和Pico Yaque（亞克山頂2,760公尺），為加勒比海安地利斯列群島中最高的四座山。另位於多米尼加南邊還分別還有Neiba山脈和Bahoruco山脈。
位於北部山脈和中央山脈中間則是土地肥沃的锡沃谷地。多米尼加主要農業和菸草產區和多國第二大城聖地牙哥皆位於此。中央山脈南邊另有一個規模較小，氣候較乾燥的聖胡安谷地。多國中部另有Constanza、Jarabacoa、Villa Altagracia、Bonao等谷地。多米尼加西南方的Enriquillo盆地位於海平面以下，為一乾燥的熱帶沙漠氣候區，當地人口稀少，許多野生動物活動於此。從首都聖多明哥城往東北延伸出去的廣大平地，稱之為加勒比海海岸線平原，平原內有許多甘蔗種植區。另從首都往西橫跨Ocoa河，位於阿蘇阿省內則有比較乾燥的阿蘇阿平原。

### 河川
多米尼加河域廣佈，其中有四大水系，從中央山脈發展出來的北亞克河（Yaque del Norte）為多米尼加最主要也是最長的河流，北亞克河灌溉了肥沃的锡沃谷地，最後從西北邊的基度山海灣出海。中央山脈東邊延伸出來的育納（Yuna）河，經過東邊的皇家草原（Vega Real）後，流入東北邊的萨马纳（Samaná）海灣裡。中央山脈南邊的南亞克河（Yaque del Sur）往南灌溉聖湖安谷地，最後流向加勒比海。Artibonito河（320公里長）源於中央山脈並往西行，雖為西班牙島上最長的河流，但是Artibonito河流主要流經區域多位於海地國內，為海地最重要的河川。多米尼加最大的湖為Enriquillo湖（300平方公里），位於多國西南部，其位置低於海平面40公呎，氣候乾燥，為一鹹水湖。多國的海岸亦有多處潟湖。

### 氣候
多米尼加位居北回歸線以南，多為熱帶草原氣候，每年五月到十一月為雨季，六月到十一月為颶風季節。多國三面環海，缺乏天然屏障，再加上國內基礎設施不夠完善，遇到颶風登陸或是大量雨水往往會在各地造成水災和土石流。多國境內受到山脈地形的抬升作用影響，降雨量主要集中在多國的北部和東部地區。年平均雨量為1346公釐，最高雨量為多國北部的2500公釐，最低雨量為多國西部的500公釐。多國的年平均溫度從攝氏25度（海岸區）到攝氏21度（山區）之間。首都聖多明哥一月平均溫度為攝氏25度，七月份為攝氏31度。

## 政治
多米尼加為一個總統制國家，採取三權分立。總統身兼國家元首與最高行政首長，任命內閣，统领行政權並為全國三軍統帥，總統副總統四年一任。多米尼加议会分為參、眾兩院，參議院32席，眾議院178席，立法權屬於议会。國家的司法權屬於各級法院。
多米尼加選舉日為五月十六日，國民年滿18歲，具有多國居民身分都可參與投票。多米尼加採多黨政治，每四年舉行全國總統選舉，總統選舉後第二年舉行國會議員和地方選舉。全國各省的省長由總統任命，各區的區長和議員則和國會議員同時舉行選舉選出全國的選舉由國家中選局  （JCE）監督。中選局九人小組為四年一任，由參議院選出。國際間認為自1996年以後，多米尼加的全國選舉大致上還算公正。2009年修憲國民大會通過選舉合一，2010年選出的民意代表將連續任職6年一直到2016年，與該年的總統大選合併。
最高法院的16位大法官於1994年憲法修憲後規定由國家司法會議小組任命，國家司法會議小組包括總統，參眾兩院院長，最高法院院長和反對黨或是非政府團體組織一人。最高法院參予國家的國務會議，但是沒有表決權，大法官的職權包括了監督司法獨立、總統彈劾案件、解散總統內閣、國會的同意權、統一解釋法律及命令案件和任命地方法院法官。
多米尼加採多黨政治，國內另有許多政治利益團體，還有目前剛興起的非政府團體組織。多國主要三大政黨為保守派的基督社會改革黨，偏向社会民主主义的多米尼加革命黨，和多明尼加自由黨。
基督教社會改革黨的黨旗為紅色，所以又稱作紅黨，為前總統巴拉格爾所創建，鄉村貧窮地區的人民為其黨派主要支持者。多米尼加革命黨的黨旗為白色，又稱作白黨，為當初流亡到古巴的多米尼加人於1939年所創立，前總統梅希亞為該黨派代表性人物。2006年國會大選時白黨和紅黨聯盟共拿下10个參議院席位和82个眾議院席位。多米尼加自由黨的黨旗為紫色，又被稱之為紫黨，當初為前總統胡安布希於1973年創立。其代表性人物為前總統費南德斯，紫黨於2010年议会选举中拿下參議院職位32席中的31席位次和眾議員職位183席中的104席位次、2014年多明尼加革命黨分裂出來的現代革命黨、成為參眾兩院的主要黨派、52歲商人出生的總統後選人路易.阿比納德於2016年當選總統、終結多明尼加自由黨長達16年的政權、阿比納德於2020年成功連任。

## 行政區域
多米尼加共和國分為31個省份，另設國家特區為首都所在地。每個省份下皆設有數個municipio（市镇），全國共有155個市镇，為實質行政單位。
| |                          |                         |             |           |
| \| 順序 \| 省份 \| 首府 \| 面積 \| 人口 \| \| ---- \| ------------------------ \| ----------------------- \| ----------- \| --------- \| \| 1 \| 阿蘇阿省 \| 阿蘇阿 \| 2531.77 km2 \| 208,857 \| \| 2 \| 巴奧魯科省 \| 內巴 \| 1282.23 km2 \| 91,480 \| \| 3 \| 巴拉奧納省 \| 巴拉奧納 \| 1739.38 km2 \| 179,239 \| \| 4 \| 達哈翁省 \| 達哈翁 \| 1020.73 km2 \| 62,046 \| \| 5 \| 杜阿尔特省 \| 聖弗朗西斯科-德馬科里斯 \| 1605.35 km2 \| 283,805 \| \| 6 \| 埃利亚斯·皮尼亚省 \| 科門達多爾 \| 1426.20 km2 \| 63,879 \| \| 7 \| 埃尔塞沃省 \| 埃爾塞沃 \| 1786.60 km2 \| 89,261 \| \| 8 \| 埃斯派亚省 \| 莫卡 \| 838.62 km2 \| 225,091 \| \| 9 \| 阿托马约尔省 \| 阿托马约尔 \| 1329.28 km2 \| 87,631 \| \| 10 \| 獨立省 \| 希馬尼 \| 2006.44 km2 \| 50,833 \| \| 11 \| 拉阿尔塔格拉西亚省 \| 伊圭 \| 3010.34 km2 \| 182,020 \| \| 12 \| 拉羅馬納省 \| 拉羅馬納 \| 653.95 km2 \| 219,812 \| \| 13 \| 拉贝加省 \| 拉贝加 \| 2287.24 km2 \| 385,101 \| \| 14 \| 玛丽亚·特立尼达·桑切斯省 \| 納瓜 \| 1271.71 km2 \| 135,727 \| \| 15 \| 诺埃尔主教省 \| 博瑙 \| 992.39 km2 \| 167,618 \| \| 16 \| 蒙特克里斯蒂省 \| 蒙特克里斯蒂 \| 1924.35 km2 \| 111,014 \| \| 17 \| 蒙特普拉塔省 \| 蒙特普拉塔 \| 2782.14 km2 \| 180,376 \| \| 18 \| 佩德納萊斯省 \| 佩德納萊斯 \| 2074.53 km2 \| 21,207 \| \| 19 \| 佩拉維亞省 \| 巴尼 \| 1329.28 km2 \| 169,865 \| \| 20 \| 普拉塔港省 \| 普拉塔港 \| 1856.90 km2 \| 312,706 \| \| 21 \| 米拉瓦尔姐妹省 \| 薩爾塞多 \| 440.43 km2 \| 96,356 \| \| 22 \| 萨马纳省 \| 萨马纳 \| 853.74 km2 \| 91,875 \| \| 23 \| 桑切斯·拉米雷斯省 \| 科圖伊 \| 1196.13 km2 \| 151,179 \| \| 24 \| 圣克里斯托瓦尔省 \| 聖克里斯多堡 \| 1265.77 km2 \| 532,880 \| \| 25 \| 圣何塞德奥科阿省 \| 圣何塞德奥科阿 \| 855.40 km2 \| 62,368 \| \| 26 \| 聖胡安省 \| 聖胡安德拉馬瓜納 \| 3569.39 km2 \| 241,105 \| \| 27 \| 圣佩德罗-德马科里斯省 \| 聖佩德羅-德馬科里斯 \| 1582.46 km2 \| 301,744 \| \| 28 \| 聖地亚哥省 \| 聖地亚哥 \| 2836.51 km2 \| 908,250 \| \| 29 \| 圣地亚哥·罗德里格斯省 \| 圣伊格纳西奥-德萨瓦内塔 \| 1111.14 km2 \| 59,629 \| \| 30 \| 聖多明哥省 \| 東聖多明哥 \| 1296 km2 \| 1,817,754 \| \| 31 \| 巴尔韦德省 \| 馬奧 \| 823.38 km2 \| 158,293 \| \| 32 \| 國家特區 \| 聖多明哥城 \| 104.44 km2 \| 913,540 \| |                          |                         |             |           |
| 順序 | 省份                     | 首府                    | 面積        | 人口      |
| 1 | 阿蘇阿省                 | 阿蘇阿                  | 2531.77 km2 | 208,857   |
| 2 | 巴奧魯科省               | 內巴                    | 1282.23 km2 | 91,480    |
| 3 | 巴拉奧納省               | 巴拉奧納                | 1739.38 km2 | 179,239   |
| 4 | 達哈翁省                 | 達哈翁                  | 1020.73 km2 | 62,046    |
| 5 | 杜阿尔特省               | 聖弗朗西斯科-德馬科里斯 | 1605.35 km2 | 283,805   |
| 6 | 埃利亚斯·皮尼亚省        | 科門達多爾              | 1426.20 km2 | 63,879    |
| 7 | 埃尔塞沃省               | 埃爾塞沃                | 1786.60 km2 | 89,261    |
| 8 | 埃斯派亚省               | 莫卡                    | 838.62 km2  | 225,091   |
| 9 | 阿托马约尔省             | 阿托马约尔              | 1329.28 km2 | 87,631    |
| 10 | 獨立省                   | 希馬尼                  | 2006.44 km2 | 50,833    |
| 11 | 拉阿尔塔格拉西亚省       | 伊圭                    | 3010.34 km2 | 182,020   |
| 12 | 拉羅馬納省               | 拉羅馬納                | 653.95 km2  | 219,812   |
| 13 | 拉贝加省                 | 拉贝加                  | 2287.24 km2 | 385,101   |
| 14 | 玛丽亚·特立尼达·桑切斯省 | 納瓜                    | 1271.71 km2 | 135,727   |
| 15 | 诺埃尔主教省             | 博瑙                    | 992.39 km2  | 167,618   |
| 16 | 蒙特克里斯蒂省           | 蒙特克里斯蒂            | 1924.35 km2 | 111,014   |
| 17 | 蒙特普拉塔省             | 蒙特普拉塔              | 2782.14 km2 | 180,376   |
| 18 | 佩德納萊斯省             | 佩德納萊斯              | 2074.53 km2 | 21,207    |
| 19 | 佩拉維亞省               | 巴尼                    | 1329.28 km2 | 169,865   |
| 20 | 普拉塔港省               | 普拉塔港                | 1856.90 km2 | 312,706   |
| 21 | 米拉瓦尔姐妹省           | 薩爾塞多                | 440.43 km2  | 96,356    |
| 22 | 萨马纳省                 | 萨马纳                  | 853.74 km2  | 91,875    |
| 23 | 桑切斯·拉米雷斯省        | 科圖伊                  | 1196.13 km2 | 151,179   |
| 24 | 圣克里斯托瓦尔省         | 聖克里斯多堡            | 1265.77 km2 | 532,880   |
| 25 | 圣何塞德奥科阿省         | 圣何塞德奥科阿          | 855.40 km2  | 62,368    |
| 26 | 聖胡安省                 | 聖胡安德拉馬瓜納        | 3569.39 km2 | 241,105   |
| 27 | 圣佩德罗-德马科里斯省    | 聖佩德羅-德馬科里斯     | 1582.46 km2 | 301,744   |
| 28 | 聖地亚哥省               | 聖地亚哥                | 2836.51 km2 | 908,250   |
| 29 | 圣地亚哥·罗德里格斯省    | 圣伊格纳西奥-德萨瓦内塔 | 1111.14 km2 | 59,629    |
| 30 | 聖多明哥省               | 東聖多明哥              | 1296 km2    | 1,817,754 |
| 31 | 巴尔韦德省               | 馬奧                    | 823.38 km2  | 158,293   |
| 32 | 國家特區                 | 聖多明哥城              | 104.44 km2  | 913,540   |

## 經濟

### 流通貨幣
多米尼加的經濟體在加勒比海國家中屬一屬二，但仍是為第三世界比較落後的國家。2013年估計國民生產毛額大約為9700美元，在拉丁美洲國家排行為前幾名。多米尼加比索是國家通用貨幣，其幣值符號為RD$。美金和歐元在多米尼加算是強勢貨幣，可以在許多觀光地點、飯店，甚至是搭計程車和小店鋪都可以使用，各大城鎮的主要街上都可以看的到兌幣店。在兌幣店可以換到比較好的匯率，店面裡面都有公告價，當地居民多在兌換店兌換外幣。2021年2月，美金在銀行兌換比例1USD=61比索，許多公司行號為了方便也是習慣，多是用美金進行貿易交易。

### 出口及外匯
為吸引外人投資，多國政府在全國各地設有加工出口區，2002年多國加工出口區的出口金額為46億美元，全國53個出口區528個廠商聘有員工約十七萬五千人，為多國主要外匯來源之一。外國投資人與多國國民享有相同權利及義務，凡獲多中央銀行核准之外人投資事業，可自由匯出其資本及利潤；加工出口區廠商得依地區享有15至20年免付營利事業所得稅及機器設備原料、零配件進口免關稅及附加稅等獎勵措施。
多米尼加長久以來是以蔗糖出口國聞名，1980年代受到國際糖價大跌影響，加上美國經濟保護主義興起，曾造成蔗糖出口的數量大為減少，此時多國開始大量開採國內礦產出口到國外，1980至1990年代之間，黃金、銀、鎳和鋁氧石等礦產出口量曾經佔了多米尼加全國38%的生產毛額。1990年代初期，多國的海岸線開始興建度假旅館，觀光服務業的就業人口開始取代了其他傳統產業。
1980年代末到1990年代之間，多米尼加經濟狀況動盪不安，這段期間國民生產毛額呈現過負5%的衰退和100%的通貨膨脹。2002年多米尼加第二大商業銀行Baninter銀行損失35億美元造成破產，使得2003年當年的國民生產毛額減少了百分之一，當年通貨膨脹曾達到27%。多米尼加自從2004年新政府上台之後，致力吸引外人投資，並加強改善投資環境，由於政局穩定，近年來外人投資已經大幅上升。投資環境的改善也吸引歐美等國廠商對多米尼加投資之興趣。
多米尼加的地理位置得天獨厚，加上目前政府和民間積極開發觀光發展業，2007年1至5月間，經濟成長率曾高達到9.1%，海岸線上到處都可以看到外國投資的渡假休閒旅館。主要吸引了來自美國、加拿大和西歐的觀光客。目前多國服務業的工作機會有逐漸領先傳統農業，但是傳統農業（糖、咖啡、菸草）仍為國內消費主要經濟，多米尼加主要出口貿易項目以礦業為主，農業次之。美國為多米尼加出口的主要國，佔總出口貿易金額75%。2004年多國的成衣出口額達到20億7600萬美元，佔了全國出口總額36%，其中98%銷往美國市場。多米尼加為美國紡織品成衣第7大供應國，占美國紡品總進口量的19%，在中美洲國家中僅次於宏都拉斯與薩爾瓦多。由於多米尼加進出口貿易主要國為美國，美國經濟的好壞也直接影響到多國的經濟狀況，多米尼加於2007年簽訂了中美洲自由貿易協定後，提供多米尼加更多對美出口的契機，預計兩國貿易金額每年將達到320億美元以上。
多米尼加生活消費便宜，加上氣候溫和，許多美洲和歐洲的退休人士願意居住在多國人數逐漸增多，造成了近幾年來房地產和建築業非常發達。2007年間房地產方面創造了15億美元的營收，另外多米尼加在國外的僑民寄回的外匯也每年也將近32億美元，佔多米尼加國民生產毛額的十分之一，目前多米尼加的外匯存底主要來源為農業和紡織業出口，觀光服務業和來自海外僑民的匯款。

### 經濟問題
由於近年來經濟發展快速，多國長期基礎建設不佳，尤其是電力問題嚴重，造成電費偏高住戶偷電情況普遍，各家自備發電機為普遍情況。首都的電力狀況還好，其他地方停電問題仍然存在。多國的石油和天然氣幾乎完全依賴進口。雖然僑居海外多國人匯入大筆外匯，自己觀光業的發展讓多米尼加外匯存款逐漸增加，但是多米尼加仍須仰賴世界銀行和其他國家經濟借貸。
多國政府官員貪污嚴重，使得公共預算多遭浪費，造成長年來地方基礎建設成長停滯，學校及醫院人員薪資偏低，每年各地的大小抗爭罷工事件不斷上演，為多米尼加社會隱憂之一。多米尼加貧富不均的現象也造成了經濟發展的限制，最富有的10%人口擁有全國40%的收入，最貧窮的50%人口只有25%的生產毛額。2008年人口失業率為15.4%，42.2%的人口生活在貧窮線以下。
多米尼加政府統計2009年第一季的政府人事支出比去年同期增加21.6%，公共投資比去年同期減少了58.4%，政府預算赤字已達117億，本季只有能力償還外債30億多幣，但負債數字卻比去年更多。顯見政府在國庫收入不足下，政府還未找出解決的方法。民營企業國家委員會（Conep）表示目前銀行界資金留滯超過200億，在強迫利息下降以後對工商界信貸大幅減少，企業界面臨財政困難，再投資意願缺缺，經濟活動逐日蕭條，政府稅收大減。

### 毒品犯罪
多米尼加以歐洲和中南美洲毒品轉運站著名，由於販毒的黑幫常與地方政務人員有利益關係糾纏，加上政府緝毒效力不彰，時有因販毒搶劫和謀殺案出現在新聞頭條。販毒集團常利用小飛機空投和海運走私等方式將毒品滲入多國，據統計美國有8%的毒品均經由多國偷渡進入。偶有報導多國人利用外國旅客出關時趁機將毒品放入旅客托運行裡帶出國外。多國准許人民擁有槍支，觀光飯店、銀行、私宅、賭場等地方多可看到帶有霰彈槍的警衛。外國遊客前往多米尼加應注意小偷和扒手，偶有路人假扮刑警或交通警察欄下觀光客索取賄賂和行搶，外國旅客如果不熟悉當地應避免進入偏僻小巷或是晚上單獨外出。聖誕節、新年前後和三月份聖節為犯罪率高峰期。

## 旅遊
多米尼加臨近美國，且三面環海，海岸線長，具廣大環礁內海且無污染，島上風光明媚，全國有百分之25的國土為國家公園和生態保護區，加上全國上百個度假區，為歐美人士喜愛之加勒比海度假聖地，2010年到多米尼加的觀光客達到四百萬人之多，每年帶給多國十億美元以上的外匯。此外，多米尼加文化遺產豐富，其文化揉合了歐洲、非洲與當地文化。多國是哥倫布1492年著名航海之旅的登陸地點，也是西班牙開啟殖民史的首站，首都聖多明哥城仍保留有許多百年建築以及文物，人文的觀光資源亦十分充沛。
觀光業是近年來多米尼加主要經濟發展的項目，目前估計14.4%的工作機會（55萬人）跟觀光業有關，估計到了2018年14.1%的工作機會（74萬3000人）將會是觀光服務業。多米尼加政府目前正努力開發首都聖多明哥（多京）古城旅遊發展，東北部萨马纳半島的國家公園和賞鯨休閒活動（每年1月到3月），南邊和東邊海岸線度假觀光，內地山谷區的農業還有西南邊正待開發的野生旅遊區。多國所產琥珀以及水淞石等寶石品質優良，在國際上享有名聲，常是受觀光客歡迎的購買物品。多明尼加被《福布斯》列於2020年退休宜居國的名單中。

## 人口
2021年2月，多米尼加人口數將達到1091萬人（2002年時為856萬人），年增率1.01%。65歲以上人口佔總人口5.8%。人口出生率為千分之22.65，人口死亡率為千分之5.3。人口平均年齡為24.7歲，男性平均年紀為24.6歲，女性為24.8歲。人口死亡年齡平均為73.39歲，其中男性為71.61歲，女性為75.64歲（2008年CIA估計）。男女人口出生比例為1.07:1。嬰兒死亡率為千分之26.93。平均每名婦女有2.78個小孩。識字率為87%。
多米尼加約11%的人口為非洲裔，16%為西班牙裔，73%為歐非美裔混血後裔。此外也有少部分的亞裔，最主要的是華人及日本裔人士，約佔多米尼加人口1%，而原本世居當地的泰诺族原住民已近乎絕跡，連在政府統計資料中都鮮有記載。海地人口在多米尼加大約有150萬人，其中50萬人為非法移民，海地人口大約佔多國人口的5%。僑居國外的多米尼加人大約有一百萬人，幾乎每家都有親戚住在國外，主要居住在波多黎各、美國東岸，尤其是芝加哥和紐約州占多數。

### 語言
多米尼加雖為西班牙語系國家，但是受到非洲移民、加勒比海和美國的文化影響，本土化的西班牙語和正體的西班牙語稍有不同。多國境內的海地移民使用的克里奥尔語在靠近兩國邊境地區也常使用。東北角萨马纳有19世紀從美國移民至多國的黑奴後裔，仍有在使用當地特有的英語。多米尼加當地除了在觀光飯店英語較普遍，觀光客如要到市區和鄉間旅行需要使用西班牙语溝通。居住在多米尼加共和國的散居華人只有6萬多，幾乎不會說西班牙語，而漢語是他們最容易交流的主要語言。

### 來自國外的移民
海地佔領多明尼加時期（1822-1844）曾讓許多在美國的黑奴移民到多明尼加成為自由之身，目前東北角的薩瑪納地區仍有許多當時黑奴的後裔，可以由其美籍的姓氏辨別，雖然這些後裔仍用英語溝通，由於當地英語受到西班牙文的影響，經過將近兩百年來的演變，已形成為萨马纳區獨特發展出來的英語。19世紀末和20世紀初，南美洲委內瑞拉和加勒比海鄰國波多黎各曾有大量人口移民到島上，多明尼加的前總統Juan Bosch和Joaquín Balaguer的父母親皆來自波多黎各。
20世紀後，中國人（主要為廣東省）和中東人（主要為黎巴嫩和敘利亞），還有日本人、少許韓國人也移民到多明尼加，主要從事農業和商業活動。中國人移民到多明尼加最早出現於1864年復國戰爭紀錄中，1870年代有些自古巴來到多國的中國人在北部聖地牙哥、摩卡、山美那和銀港等地方從事建築業。20世紀早期曾有大量中國人為了逃離中日戰爭而移民到島上，多數成為礦工和鐵路工人。1950年代已有許多華人居住在首都聖多明哥城杜瓦尔特街附近。現今的中國城建立於2006年，位於聖多明哥舊城邊，位於杜瓦尔特街附近，發展非常繁榮，約有40多個華人開設的商店和僑會建立於此。華人目前為多明尼加第二大移民族群，大多來自廣東、廣西省份，估計大約有五萬到六萬名中國人定居在多明尼加，主要從事美容服務、餐飲、進出口貿易。中東人口目前大約有3400人在多國，日本人大約有1900名，主要從事農業和商業方面，韓國人大約為500人左右。
多明尼加也有來自加勒比海其他島國上的移民，從事蔗田和港口貨物搬運相關的工作，多數定居在北部銀港市和南部的聖彼德市。粗計這些島國的移民人數大約為兩萬八千人。二次大戰時期曾有猶太人定居在北部Sosua鎮上，戰爭結束後大多數已返回歐洲，目前還有約100位猶太後裔留在多國。多明尼加的物價生活消費比起美國和歐洲相對便宜，目前美國和歐洲人定居在多明尼加有迅速上升的趨勢，大約有八萬兩千名美國人（1999），八萬八千名西班牙人，四萬名義大利人和其他歐洲國家來的移民居住在多明尼加。

### 來自海地的非法移民
海地為多米尼加鄰國，比多米尼加貧窮許多。2003年統計海地有80%人生活在貧窮線以下（多米尼加42.2%），47%人口不識字（多米尼加13%）。海地國民生產毛額約為1400美元（2008年），只有多米尼加的六分之一，這樣的經濟狀況下，造成了許多海地人前往多米尼加尋求工作。目前估計大約有80萬到100萬合法和非法的海地人口生活在多米尼加，大多數從事農作物種植（砍甘蔗），搬運工人等非專業和低收入的工作。
由於海地人在語言、膚色、文化方面和多米尼加人不同，許多海地人在多米尼加受到歧視，並常有海地人遭受到虐待甚至淪為奴隸的新聞出現。在多米尼加非法居留的海地人出生的後裔，由於無法取得合法出生證明，皆沒辦法申請海地或是多米尼加國籍，造成了許多海地人沒有國籍的情況，也沒辦法申請多國政府的社會福利，間接造成了許多困擾。由於多米尼加政府規定公立醫院不需要檢查病人的合法居留身分，許多高危險期的海地產婦在懷孕末期時寧願跑到多米尼加接受醫療救助，首都聖多明哥一家醫院調查該院曾有22%的產婦皆為海地籍。由於海地移民的狀況在多米尼加造成了社會和經濟上的困擾，兩國多年來的外交在這方面爭議不斷。

### 移民國外
20世紀中期後由於政治和經濟因素造成了多米尼加人移民國外，其中有三個階段，第一階段為1961年美國情報局協助部分軍事將領刺殺當時多國獨裁者特鲁希略將軍，一些多國人民懼怕特鲁希略的支持者會採取軍事報復行動，進而造成社會動盪不安，於是有些人開始移民國外。1965年冷戰時期，美國怕多米尼加政治動盪影響到美國本土，施行軍事行動佔領多米尼加，讓多國人申請美國簽證變的比較容易，加上當時高失業率和政治狀態不穩定，於1966年到1978年造成了第二波多米尼加人大量移民美國。1980年代初多米尼加經濟通貨膨脹，失業率居高不下加上第一波在美國生活的多米尼加親人協助下，造成了第三波外流移民。多米尼加人民移民美國的人數在2012年約170萬人、拉丁美洲國家之中僅次於墨西哥、波多黎各和古巴。2010年統計移民到波多黎各約七萬人口、因波國經濟衰退、移民人數有逐年減少.
多米尼加人為了到海外尋求更好的生活，每年也有數以萬計的人非法偷渡，大部分的人都是從多國東邊靠海的小鎮Miches雇船橫渡到波多黎各，由於波多黎各為美國屬地，前往美國的管制比較鬆弛，偷渡過去的多國人可以在波多黎各使用變造的身份證搭機到美國。今日多米尼加人口外移的數量仍居高不下，受到多米尼加親人在美國的協助，大多數人移民前往美國尋求更好的生活，並把生活所得寄回給在多國的親人，改善家人的生活。

## 宗教
哥倫布和西班牙傳教士的影響甚深，聖經在學校屬於必修課程，多米尼加人95%的人口奉信天主教，其中88.6%主要為羅馬天主教，另外由於靠近海地，在多國的海地人有自己獨特的巫毒教。多米尼加教堂大多缺乏經費，多國人民雖然沒有很積極的上教堂，但是人民生活和口語對話中常可以感覺到宗教的影響甚深。1930年代和1940年代大約有800位猶太人為了躲避納粹獨裁定居在多米尼加北部的Sosua地區，目前為多米尼加主要猶太教的區域，回教、佛教、一貫道在多米尼加也有少許人信仰。

## 文化
2月份La Vega的嘉年華（鬼節）會在多國最受到矚目，二月和三月份的週末在全國各地大城市都會有類似的節慶。
多米尼加各大城鎮都設有鬥雞場，每週三和週末都有鬥雞比賽，賭博合法且金額頗大，鬥雞場旁邊還設有跳舞吧台，算是當地人民的傳統休閒活動之一。
| 節日     | 名稱                                 |
| -------- | ------------------------------------ |
| 1月1日   | 新年                                 |
| 1月6日   | 主顯節。（日期每年不固定）           |
| 1月21日  | 阿尔塔格拉西娅圣母日                 |
| 1月26日  | 國父杜阿尔德紀念日（日期每年不固定） |
| 2月27日  | 國慶日（獨立紀念日）                 |
| 3月或4月 | 聖節（復活節前一周）休假一周         |
| 5月1日   | 国际劳动節                           |
| 5月或6月 | Corpus Christi（日期每年不固定）     |
| 8月16日  | 復國日                               |
| 9月24日  | 梅赛德斯圣母日                       |
| 11月6日  | 憲法日（每年日期不固定）             |
| 12月25日 | 聖誕節                               |

## 飲食
多米尼加飲食受到數世紀來傳統塔諾族、西班牙和非洲人口混合的結果，多米尼加飲食雖然和拉丁美洲其他國家非常類似，但是口味和菜餚名稱稍微有不一樣的地方。多米尼加傳統的早餐包含了煎蛋和水煮過的泥狀大蕉（香蕉的一種），另加煎烤過的火腿片。午餐是最重要的一餐，主要有飯配肉類、豆子和沙拉。豆子飯（La Bandera）也是多米尼加人常吃的午餐。近年來比薩、義大利麵、炸雞、薯條也是受歡迎的食物，各鎮上多有中國人開的Pica Pollo炸雞店，中國簡餐店也很受歡迎。
多米尼加的一餐中多包含了下面的四大類食物：海鮮或是肉類、飯、馬鈴薯或是大蕉（可以是整條水煮，泥狀，整條煎烤或塊狀油炸）、蔬菜或是沙拉。多國人比較愛吃肉類和澱粉類食物和米飯、海鮮、乳酪。木薯和甜薯類食物也是多米尼加人食物的材料之一。路邊小吃可以看到有Empanada（炸牛角餅），內含乳酪，牛肉，雞肉或是豬肉、炸，木薯球、烤肉串、刨冰和各種熱帶水果飲料，由於當地的自來水不能生飲，建議路邊飲料冰品類除了椰子汁外，其他最好在店舖裡面購買。多國人嗜吃甜食，arroz con dulce布丁（粉狀米和牛奶製品）、鳳梨水果蛋糕（bizcocho dominicano）、椰子豆奶（habichuelas con dulce）、焦糖牛奶醬、花生糖、羊羹都是常見的點心。多米尼加盛產咖啡和可可，多國人喜歡喝小杯咖啡，放入許多白糖，為拉美及加勒比国家特有的文化。
由於多米尼加盛產甘蔗，當地由甘蔗加工出來的朗姆酒也非常有名。多米尼加獨特的Mama Juana是當地家庭自己調配的藥酒，主要是把朗姆酒、蜂蜜、紅酒混合後，並在酒瓶裡加入樹皮或是樹根和草藥，主要為壯陽藥酒。Mabi為樹薯製的飲料，Malta為大麥飲料，译为大麦汁，很甜，各種朗姆水果酒都是在多米尼加常見的飲料。多米尼加的咖啡和雪茄也是世界有名。

## 音樂
多米尼加以兩種音樂風格聞名，一個是默朗格舞曲（Merengue），另一個則是巴恰塔舞曲（Bachata）。這兩個音樂風格各不相同，但是都風靡了整個加勒比海地區（特別是鄰近的波多黎各）和拉丁美洲。在多米尼加人從小受到音樂的影響，不管是從計程車上，公司行號裡甚至到鄉村裡的雜貨店小攤，處處都可以聽到輕快又大聲的音樂，尤其是到了週末，大街小巷裡隨時隨地都可以聽到音樂傳遍。
默朗格舞曲（Merengue）據說是非洲和西班牙歌曲混合延伸而來，傳說有可能是早期黑奴多遭到地主壓榨勞力，為了防止奴隸逃走，往往將兩個人的腳用腳鐐銬在一起，以便利採收甘蔗，因此搭配鼓聲，奴隸們隨著鼓聲，讓兩個人拖著腳步一起採收甘蔗，有一點像是，二人三腳的動作。不過默朗格舞曲真正來源已不可考。1920年代多米尼加人Ñico Lora正式把此舞曲定位，多國獨裁者楚希略於1930年代把默朗格舞曲風格推廣到全國各地，由於其舞曲輕快，很快的就傳遍各地。演奏默朗格舞曲的樂器主要有沙鼓、小喇叭、手風琴和多國特有的Güira（鐵刷）。1980年代和1990年代，外流的多米尼加移民把默朗格舞曲傳到國外，而逐漸的流行到美國東岸各大城市間。
巴恰塔舞曲（Bachata）是於1960年代興起於多國北方的鄉村地區，其歌曲比較偏好敘述愛情方面，尤其是描述分手和悲傷的情感，歌曲的步調比默朗格舞曲慢了許多。巴恰塔舞曲主要是以傳統吉他來伴奏。據說是從Bolero舞曲延伸而來，1960年以前由於獨裁者楚希略偏好默朗格舞曲而讓巴恰塔舞曲受到抑制，一直到60年代他死後才逐漸開始流行。巴恰塔舞曲歌曲在1980年代從收音機電台開始登上電視台，加上後來電子吉他取代了傳統吉他來彈奏，使得巴恰塔音樂和默朗格音樂一起成為主流。90年代後出現了Luis Vargas和Antony Santos兩位出名的多米尼加巴恰塔音樂的歌手。他們開始把巴恰塔和墨朗格舞曲混合後形成另外一種風格，並把此曲風帶到了世界流行樂的舞台。

## 交通
多國國內除載運蔗糖的小火車外並無鐵路運輸，所有國內貨物載客均經由道路交通。多國境內有14座港口以及8座國際機場，並有30家船運公司以及25家航空客運經營國際間的航運，首都聖多明哥城有渡輪搭乘前往波多黎各的Mayaquez港口，每週三趟，航程12小時，單程票大約$169–189美元。多國機場多有直昇機載客服務可以指定前往境內其他機場。多國水上運輸僅有東北端萨马纳到Sabana del Mar一條航線。

### 前往海地
首都聖多明哥城有巴士經過邊境Jimani鎮直達海地首都太子港，一天兩班次，車程大約六小時半，2008年时收費約39美元。從多國西北部可經由達哈朋鎮通過海地口岸後搭車前往太子港，西南邊的Comendador和Pedernales也可以進入海地，但多屬當地居民使用。

### 國內交通
多國境內有兩大交通服務系統，一種屬於政府管理，另一種屬私人營運。政府管理的方面，城市裡面有公車但並不發達而且大多老舊，目前只限於首都聖多明哥（多京）和第二大城聖地亚哥，公車票為$10比索（2009年），大城市之間有現代化的巴士運輸，安全性還算不錯，聖多明哥到聖地亚哥的費用約為$270比索（2009年），全程車程大約為2 1/2小時。私人營運方面主要有Guagua（小巴），Concho（直線小車），Motorchoncho（機車載客）。小巴在主要城市載運乘客到附近其他城市或鄉鎮，費用根據路線而定，直線小車老舊，主要為四人座小客車，但一般前座除司機外，可塞入兩名乘客，後座可塞入四人，路上隨叫隨停，在市區內走直線的主要幹道載客，收費$25比索（2013年）。機車載客則是根據客人要求目的而走。多國駕駛除紅綠燈較遵守外，不太遵守其他號誌。除了首都聖多明哥之外，大部分城市鄉鎮的巴士載客區多在市中心的中央廣場附近。

### 高速公路
多國高速公路設施不盡完善，常有牛車在高速公路與汽車爭道的情況出現，高速公路常有車禍發生，高速公路行駛時需要多注意。多米尼加目前有五條高速道路，起點均為首都聖多明哥，最重要的三條主要高速公路為縱貫南北的DR-1杜瓦特高速公路，全長270公里，由首都經過聖地牙哥到基度山城。東部DR-3高速公路全長約140公里，從首都往東經過聖彼德和羅馬納。DR-2南部高速公路全長255公里，從首都往西經過聖克里斯多堡和聖胡安，最後連接到西邊海地邊境Comendador鎮。多米尼加於2008年開闢了全長160公里的DR-8萨马纳高速公路，連接首都和東北邊的萨马纳度假勝地，將原來四個半小時的車程縮短為兩小時多。通往各鄉鎮的一般道路通常都未鋪水泥，為一般泥土路。

### 鐵路
多米尼加鐵路多用於運輸甘蔗，主要分布於羅馬納和全國其他蔗田周圍。

### 地鐵
多明尼加為加勒比海和中美洲第二擁有地鐵的國家，由法國 Alstom 承發商製造的一條線造價為九千兩百五十萬歐元、共十九個電車、每個電車含三個車廂、車型與西班牙巴塞隆納地鐵的9000型類似、首都多京第一條地鐵於2009年開通，從UASD大學到VILLA MELLA南北走向共16站長達14.5公里。第二條地鐵東西走向從JFK大道至Quinto Centenario Av於2013年開通,共18個站長達16.5公里、東線於2018年增長四個站至Concepción Bona (3.6 km),地鐵營運時間週一至週五從早上六點至晚上十點半、假日及週末從早上六點到晚上十點、票價單程$20、Boleto Viajero多程票卡搭程十次$185、二十次$360.

### 轻轨
第二大城聖地亚哥輕軌系統目前仍在規划中。

## 通讯和能源
多國通訊業包括行動電話與網路服務在近年來成長快速，為拉丁美洲之翹楚，多國擁有手機人口已高達85%目前多國共有四家手機業者，分別為Claro、Orange、Tricom、Viva。Codetel電信公司提供市內電話以及網路架構，網路雖然普及，但是網路和3G效率較其他國家仍顯不足。住宿旅館內多可觀賞到國內外的有線頻道。多國共有El Caribe、Listin Diario等六大報系，目前並無英文報紙。
多米尼加的電壓主要和美國電壓一樣，110伏特60赫茲，大部分地區都有電力接通。政府長久以來忽視電力基礎建設，影響到人民的日常生活和商業的發展。人民40年來長處於斷斷續續的斷電現象，早習以為常。政府由於長久政策不穩定又缺乏經費的情況下，一直沒辦法解決缺電的問題。多國政府曾於1998年准予私有化，把多米尼加境內三大區域的電力設施出售50%的股權給國外。米希亞總統於2003年將其中兩個區域的電力設施從國外經營者手中買回。另外一區的電力設施主要在東部的海岸線，股權為美國私人公司和多米尼加政府各50%。2009年多國國營電力管理局以兩千萬美元收購東區配電公司（EdeEste）50%股權，從此全國輸配電事業全部收回國營。由於貪污和私接電力情況嚴重，加上電費徵收不完全，長期來電力公司虧損嚴重。這幾年政府開始從各方面改善，目前電力方面比往年正常，但是偶爾還是會有斷電情況，多數家庭和公司行號均會備有自用發電機使用。

## 军事

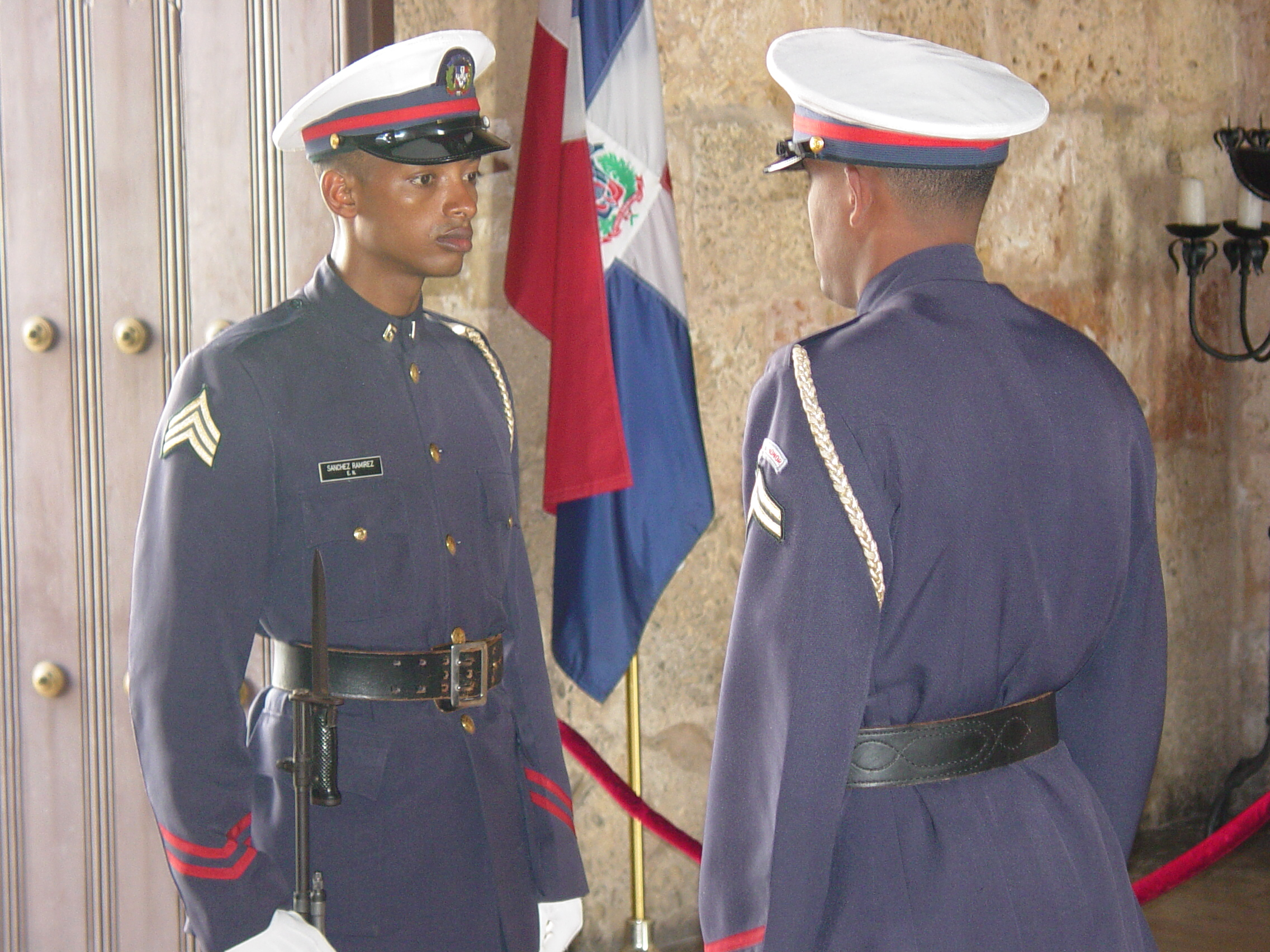
多明尼加軍隊

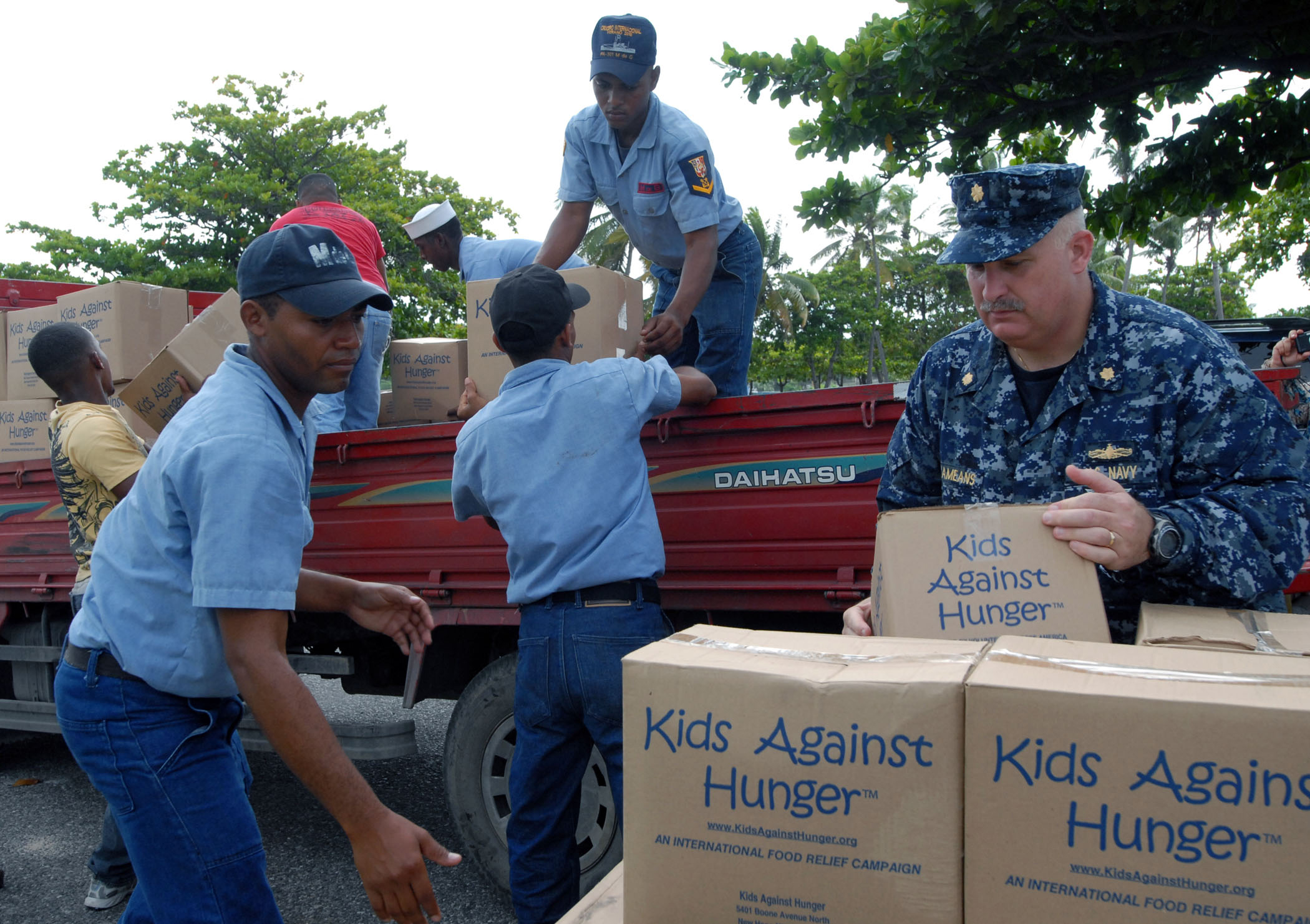
美國援助的食物

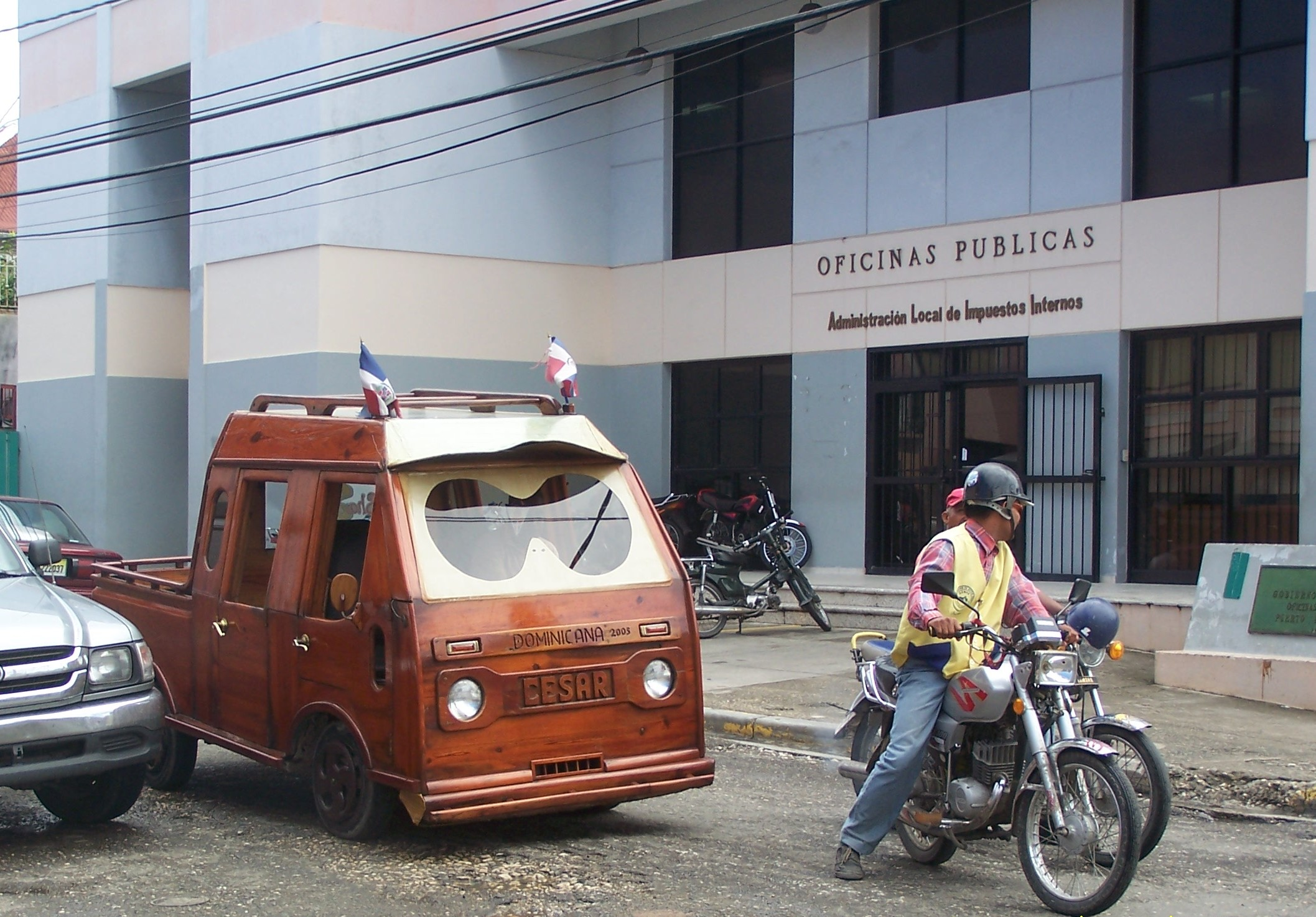
首都街頭

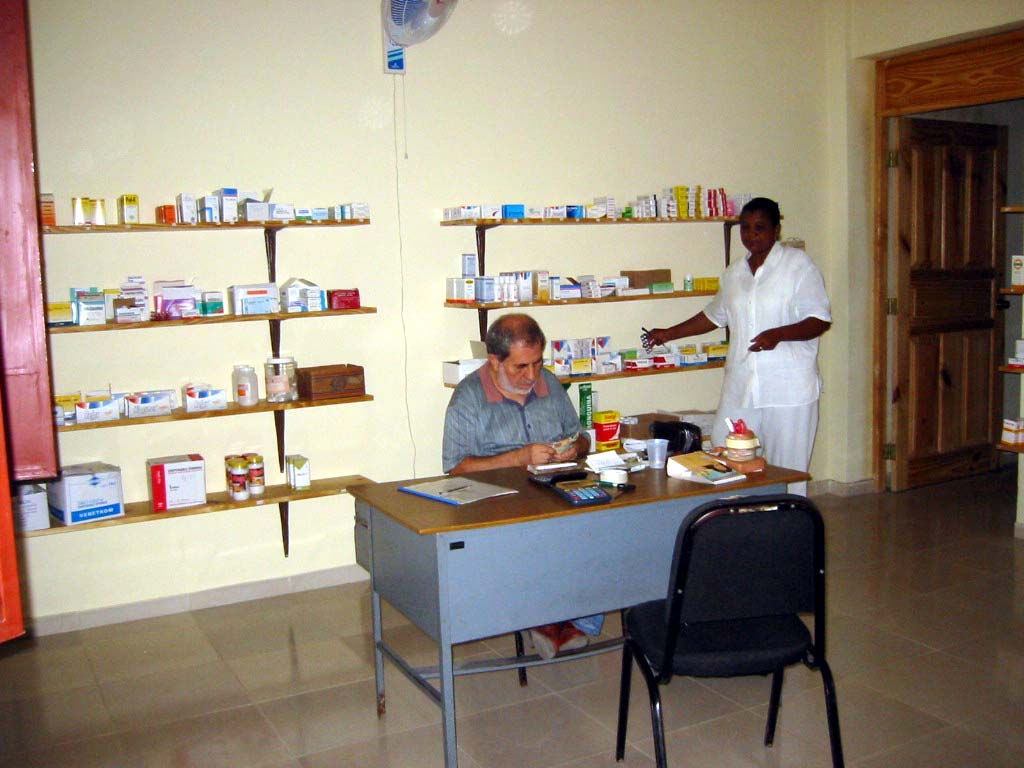
藥店是主要醫療網路，醫院極少

多米尼加為軍人來源採募兵制，目前軍人人數大約為四萬四千人，其中百分之五十的軍力執行監獄行政、高速公路攔檢、森林管理等非軍事任務。多國陸軍軍人共有兩萬四千兵力，分成為六個步兵旅、一個旅的作戰支援部隊和後勤部門。空軍成立於1932年，兩個空軍基地為南部聖伊斯朵和北部的銀港，目前共有十架航機及25架直升機，主要為保護國土安全和緝查毒品走私。海軍成立於1844年，其港口主要在聖多明哥的二月二十七號港口和西南部的Las Calderas，共有十一艘艦艇，主要和美國合作緝查毒品走私，海軍軍力在加勒比海中僅次於古巴。美國911事件後，多國部隊增設有機場防衛隊（CESA）和海岸防衛隊（CESEP），目前正計畫增設邊境防衛隊（CESEF）。多米尼加全國共有三萬兩千名警力，和軍隊共同維繫多國社會安全，其中63%執行非警力任務。

## 体育
美國出生的多明尼加短跑選手費利克斯·桑切斯在2004年雅典奥运会和2012年倫敦奧運拿過400公尺短跑金牌。加布里埃尔·梅赛德斯拿過奧運跆拳道銀牌，美國出生的多明尼加人路易斯·卡斯特罗目前在NFL打球。多明尼加也出過奧運拳擊得牌選手。弗朗西斯科·加西亚、菲利普·洛佩兹、蒂图·霍福德及艾尔·霍福德兩父子、卡爾-安東尼·唐斯等人都曾打過NBA。
棒球於1866年由美國水手傳入古巴，當時由美國到古巴採買蔗糖的水手開始教導古巴人打棒球，八年後（1874年）古巴正式有棒球比賽，棒球也從此經由古巴逐漸傳入到加勒比海各島國。古巴的十年戰爭（1868—1878年）中，造成了大量古巴人口外流，許多古巴人逃往到多明尼加，把棒球""植入到多明尼加的文化裡面，自此棒球運動在多明尼加發展迅速，1894到1895年間，多明尼加成立了第一支棒球隊。1920年代開始多明尼加和加勒比海各國之間有了國際比賽。
最早的多明尼加球隊成立於20世紀初期，當初由首都的老虎球隊（1907年）、Ozama球隊和Neuvo新球隊三個棒球俱樂部互相比賽。由於老虎隊實力太強，其他俱樂部為了與之抗衡，前往多國其他各地尋求棒球選手，另外成立了棒球球隊（1907年：里西老虎隊 ；1911年：東方之星隊 ；1921年：艾斯科吉多獅子隊 ），早期多明尼加聯盟的雛型逐漸成型。多明尼加目前擁有自己的棒球聯盟，總共六個球隊，有聖多明哥老虎隊（Tigres del Licey）、艾斯科吉多獅子隊（Leones del Escogido）、席巴安納斯老鷹隊（Águilas Cibaeñas）、席巴歐巨人隊（Gigantes del Cibao）、東方公牛隊（Toros del Este）及東方之星隊（Estrellas Oriente）。美國職棒大聯盟在10月初球季結束後，常會有美國球員轉戰多明尼加打球，一方面為了提升自己的訓練另一方面也為多明尼加賽事增色不少。多明尼加冬季聯盟每年10月底到12月底為賽季，每個球隊比賽50場，季賽結束後前四個球隊在隔年一月份舉行共18場淘汰賽，最後勝出的兩隊以九戰五勝制爭奪聯盟總冠軍。
聯盟總冠軍隊伍於每年二月份可以進入加勒比海大賽和墨西哥、波多黎各、委內瑞拉、古巴等職業棒球冠軍隊伍爭奪冠軍，2007年、2008年、2010、2011年加勒比海大賽總冠軍分別被多國奪得。2016年加勒比海大賽將在多明尼加的羅馬那舉行，多明尼加在加勒比海大賽共獲得19次總冠軍。
和古巴、波多黎各、委內瑞拉、巴拿馬一樣，多明尼加是傳統的棒球強國。老奧茲·維吉爾於1956年成為首位多明尼加棒球選手打入美國職棒大聯盟。胡安·馬里寇爾於1983年成為第一位於多明尼加出生的選手進入棒球名人堂，現今有多明尼加的國旗橫掛名人堂大廳，2009年據統計共有81位多國球員在美國職棒大聯盟打球，多裔球員年總收入3.5億美元，在美國818位職棒球員中佔了十分之一。美國職棒大聯盟與日本職棒的許多球團在多明尼加設立棒球學校，以發掘培育棒球人才。
除了美國本土球員外，美國職棒大聯盟國外球員之中最多就是多明尼加球員。自1956年後、有將近800位選手在美國大聯盟打過棒球、其中包括最有名的纽约洋基艾力克斯·罗德里格斯、洛杉磯天使亞伯特·普荷斯、波士顿红袜大衛·歐提茲、洛杉矶道奇亨利·拉米瑞兹、西雅图水手羅賓森·坎諾，退役傳奇球星包含舊金山巨人胡安·馬里寇爾、曼尼·拉米瑞茲、佩卓·馬丁尼茲、弗拉迪米爾·葛雷諾等。2007年美國職棒票選最有價值球員前四名選手當中，來自多明尼加的選手就佔了三名。多明尼加每年出口棒球選手甚多，2019年季賽有102位多明尼加選手在大聯盟登場、每年都有新秀選手在美國發光，也有許多在墨西哥聯盟、日本職棒、中華職棒及韓國職棒等職棒聯盟效力的多明尼加球員。
多明尼加在2013年第三屆世界棒球經典賽中以賽史首見的八戰全勝奪得冠軍。

## 外交
國際姿態以傾向美國和西方為主，得到美軍軍購和軍事訓練。

### 与中国关系
1941年4月9日，多米尼加共和国與中華民國建交。
2018年5月1日，多米尼加共和国宣布与中华人民共和国建交，并与中華民國終止長達77年的外交关系。

## 外部連結
政府
- （西班牙文）多米尼加共和國總統官方網站

基本資訊
- 《世界概况》上有关Dominican Republic的条目
- 多米尼加在「科羅拉多大學圖書館」
- 中的“多明尼加”
- 維基媒體的the Dominican Republic地圖集

旅遊
- 多米尼加共和國旅遊局 （页面存档备份，存于）
- （西班牙文）多米尼加的GPS地圖 （页面存档备份，存于）

社會
- 多米尼加整體發展學院 （页面存档备份，存于）（IDDI）